# Messerschmitt Me 262
Messerschmitt Me 262, přezdívaný Schwalbe (vlaštovka) ve stíhacích verzích, nebo Sturmvögel (buřňák) v roli stíhacího bombardéru, byl první operačně nasazený proudový stíhací letoun. Konstrukční práce začaly před druhou světovou válkou, ale problémy s motory, metalurgií a zásahů z nejvyšších míst dostaly letadlo do služby u Luftwaffe až od poloviny roku 1944. Me 262 byl rychlejší a silněji vyzbrojený než jakýkoli spojenecký stíhač, včetně britského proudového letounu Gloster Meteor. Šlo o jednu z nejpokročilejších druhoválečných leteckých konstrukcí v operační službě, a jeho role zahrnovaly lehký bombardér, průzkumné a experimentální varianty nočních stíhaček.
Piloti Me 262 sestřelili celkem 542 spojeneckých letadel, ačkoli jsou někdy zmiňovány vyšší počty. Spojenci mu ve vzduchu čelili tak, že na letadlo útočili během vzletu a přistání. Nedostatky strategických materiálů a konstrukční kompromisy u proudových motorů Junkers Jumo 004 s axiálním kompresorem vedly k problémům se spolehlivostí. Útoky spojeneckých sil na dodávky pohonných hmot během zhoršující se válečné situace také snížily účinnost jeho bojové síly a zbrojní průmysl byl v Německu zaměřen na snadněji vyráběné stroje. Nakonec měl Me 262 na průběh války zanedbatelný dopad v důsledku pozdního zavedení do služby a následně nižšího počtu provozovaných strojů.
Zatímco nasazení letadel Me 262 v německých službách skončilo s koncem druhé světové války, bylo malé množství do roku 1951 provozováno československým letectvem. Ovlivnil také několik návrhů jako Suchoj Su-9 (1946) a Nakadžima J9N Kikka. Ukořistěné letouny Me 262 byly studovány a testovány hlavními mocnostmi a nakonec ovlivnily konstrukci poválečných letadel včetně typů North American F-86 Sabre, MiG-15 a Boeing B-47 Stratojet. Několik letadel přežilo jako statické exempláře v muzeích a existuje několik soukromě vyrobených letuschopných replik, které používají novější motory General Electric J85.

## Vývoj

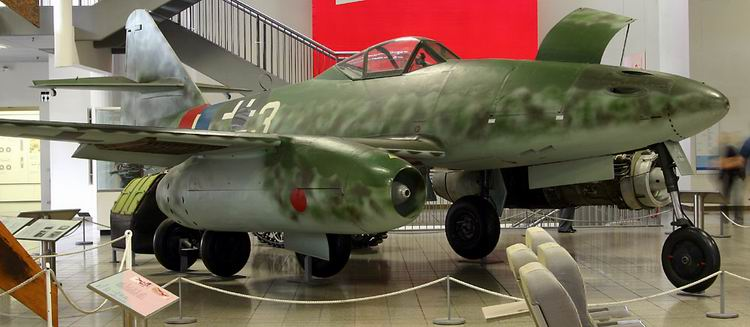
Letoun Me 262A, na kterém létal Hans Guido Mutke, k vidění v Německém muzeu v Mnichově

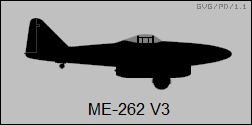
Messerschmitt Me 262 V3

Vývoj letounu začal již před válkou, konkrétně roku 1938, kdy Technický úřad RLM zadal u společnosti Messerschmitt AG projekt letounu se dvěma proudovými motory.Dne 7. června 1939 předložila firma Messerschmitt představitelům Reichsluftfahrtministeria návrh konstrukce označené „Projekt P.1065“. Specialisté z RLM nařídili zhotovit dřevěný model, který byl dokončen 1. března 1940. Poté následovala objednávka na stavbu tří prototypů určených k letovým zkouškám a jednoho draku pro statické zkoušky.
Na konci ledna 1940 byl dokončen první prototyp. 18. dubna roku 1941 začaly letové zkoušky, ale proudový motor BMW 003 ještě nebyl k mání a tak byl do přídě letounu Me 262 V1 (Werk-Nr.0000001, PC+UA) zamontován jeden řadový dvanáctiválcový pístový motor Jumo 210G o výkonu 507 kW chlazený kapalinou, pohánějící dvoulistou vrtuli. Samotný první let provedl Flugkapitän Fritz Wendel. Tak byl vyzkoušen alespoň drak nového stroje, který pouze s touto pohonnou jednotkou létal do 27. července 1941. První motory BMW 003 s osovým kompresorem i turbínou, připravené k testům, byly do Augsburgu dodány z Berlína-Schönefeldu v polovině listopadu 1941. Po montáži proudových motorů, palivového potrubí, palivových čerpadel v křídle a trupu a rovněž dalších přístrojů v kokpitu Me 262 V1 bylo rozhodnuto, že dříve instalovaný pístový motor zůstane v letounu. 30. března 1942 (uváděno též datum 25. 3.) pak odstartoval Fritz Wendel k prvnímu letu Me 262 V1 s proudovým pohonem. Při poklesu vstřikovacího tlaku do levého motoru přesunul pilot Wendel plynovou páku do polohy STOP, ovšem z nepozornosti učinil totéž i s pákou pravého motoru. Obě proudové pohonné jednotky přestaly fungovat a samotné přistání tak proběhlo pomocí třetího, pístového motoru v přídi. Následně byly oba motory BMW 003 demontovány a odeslány zpět do výrobního závodu.
Dne 1. června 1942 byl dokončen prototyp Me 262 V3 (Werk-Nr.0000003, PC+UC) s překonstruovanými ocasními plochami, poháněný dvěma proudovými motory Jumo 004 A-0 o tahu 7,4 kN. Jeho zálet opět provedl Fritz Wendel 18. července 1942 v Leipheimu s delší, ale hlavně betonovou vzletovou a přistávací dráhou. Během druhého letu v ten samý den došlo ve vodorovném letu při vysoké rychlosti k vysunutí slotů. Po opravě provedl Wendel během následujících dnů dalších 6 letů. Dne 17. srpna 1942 přišel do Leipheimu zalétávací pilot ze Zkušebního střediska Rechlin ing. Beauvais, který měl s Me 262 V3 provést několik zkušebních letů. Ještě téhož dne se mu při prvním startu nepodařilo letoun odlepit od země a V3 těžce poškodil převrácením na záda.
V dalších letových zkouškách pokračovali piloti Fritz Wendel a Karl Baur na Me 262 V1 a od 1. října 1942 také na Me 262 V2 (Werk-Nr.0000002, PC+UB), poháněného dvojicí motorů Jumo 004 A. Testy se opět přenesly na nové letiště, tentokrát v Lechfeldu.
Dne 20. března 1943 se do Leipheimu vrátil opravený Me 262 V3 a 17. dubna provedl několik letů na Me 262 V2 Hauptmann Wolfgang Späte. Následující den došlo během letu Me 262 V2 k tragické nehodě, kdy došlo ve výšce 500 m k utržení zadní pohyblivé části výstupní trysky motoru. Stroj přešel do střemhlavého letu a poté dopadl na zem poblíž Schwabmünchenu. V jeho troskách zahynul pilot Wilhelm Ostertag.
Na počátku dubna se do letových testů zapojil také Me 262 V4 (Werk-Nr.0000004, PC+UD) a skupina zkušebních pilotů se rozrostla o Gerda Lindnera a Karla Baura. 22. května 1943 s tímto strojem provedl na letišti v Lechfeldu zkušební let vrchní inspektor stíhacího letectva Luftwaffe Generalleutnant Adolf Galland. Po jeho společném hlášení s vedoucím zkušebních jednotek Luftwaffe Edgarem Petersenem rozhodl Erhard Milch o zahájení sériové výroby Me 262.
Pátý prototyp Me 262 V5 (Werk-Nr.0000005, PC+UE) byl dokončen 6. června 1943 a jako první byl vybaven příďovým podvozkem, zatím však nezatahovatelným. Jeho zálet provedl 26. června 1943 pilot Karl Baur. 25. července byl při havárii během startu v Schkeuditz zničen prototyp Me 262 V4 a 4. srpna byl v Lechfeldu při zkouškách brzd poškozen Me 262 V5.
17. října 1943 byl zalétán Me 262 V6 (Werk-Nr.130001, VI+AA) s již plně zatahovatelným příďovým podvozkem. Jednalo se o první předsériový letoun poháněný motory Jumo 004 B-1 s menší hmotností o 91 kg a tahem zvýšeným na 8,88 kN každý. Nové motory si vyžádaly překonstruování tvaru jejich krytů. V přídi tohoto prototypu byly umístěny lafety pro výzbroj, samotné kanóny však nebyly instalovány. Během zkoušek Me 262 V6 za řízení nejčastěji usedal Gerd Lindner.
Na počátku listopadu byl dokončen prototyp Me 262 V7 (Werk-Nr.130002, VI+AB, druhý předsériový letoun), který provedl svůj premiérový let 20. prosince 1943. Letoun již byl vybaven přetlakovou kabinou s téměř kapkovitým krytem se zlepšeným výhledem do stran a dozadu s novým pancéřovaným čelním štítkem. Přetlakový systém odebíral stlačený vzduch od kompresorů motorů a ve výšce letu 12 000 m udržoval v kabině tlak na úrovni 6000 m.
26. listopadu 1943 byly na letišti Insterburg předvedeny prototypy Me 262 V4, řízený Karlem Baurem a Me 262 V6 pilotovaný Gerdem Lindnerem Adolfu Hitlerovi. Přítomni byli rovněž Hermann Göring, Adolf Galland a ministr pro zbrojní výrobu Albert Speer. Na požadavek Führera byly pod trup Me 262 V6 instalovány dva pumové závěsníky umožňující nést po jedné 250 kg pumě. První let upraveného stroje na Blitzbommber se zavěšenými pumami provedl 20. prosince 1943 vrchní inspektor bombardovacího letectva Oberst Dietrich Pelz.
Na přelomu prosince 1943 a ledna 1944 byly dokončeny prototypy Me 262 V8 (Werk-Nr.130003, VI+AC) a Me 262 V10 (Werk-Nr.130005, VI+AE). Me 262 V8 byl prvním strojem s instalovanou hlavňovou výzbrojí v přídi, skládající se ze čtyř kanónů MK 108 ráže 30 mm (Maschinenkanon) umístěných po dvou nad sebou s elektromagnetickým nabíjením a elektrickým odpalováním. Jako zaměřovač sloužil Revi 16 B. Me 262 V10 posloužil ke zkouškám zařízení, které snižovalo síly na řídící páce při letu vysokou rychlostí. Zalétávací pilot Gerd Lindner pak na stroji Me 262 V10 prováděl zkoušky různých pumových závěsníků. Byly demontovány pancéřové desky chránící pilota a výzbroj byla redukována na dva kanóny. Pro zvýšení doletu byla v zadní části trupu umístěna přídavná palivová nádrž. V říjnu 1944 Me 262 V10 zkoušel v Lechfeldu použití vlečné, okřídlené odhazovatelné přídavné palivové nádrže o objemu 900 dm³.
Na Me 262 V9 (Werk-Nr.130004, VI+AD) dokončeném v lednu 1944 bylo testováno rádiové a elektrické vybavení.
Na jaře 1944 byly dohotoveny letouny Me 262 V11 (Werk-Nr.130007, VI+AF) a Me 262 V12 (Werk-Nr.130008, VI+AG), označené rovněž S1 a S2 (jako Serie). Odpovídaly totiž standardním sériovým strojům s úplnou výzbrojí a vybavením. Byly určeny k aerodynamickým zkouškám. 25. června 1944 dosáhl Flugkapitän Herlitzius ve střemhlavém letu na S2 rychlosti 1000 km/h. Před tímto letem byl stroj vybaven nižším překrytem kabiny, kterým byl v březnu 1945 vybaven také prototyp Me 262 V9.
Do konce května 1944 byly dokončeny další dva sériové letouny S3 a S4. První z nich sloužil ke zkouškám výzbroje a podvozku, druhý k testům s klapkami Flettner. V dubnu 1944 bylo Luftwaffe dodáno 16 předsériových strojů s označením Me 262 A-0, 7 dalších převzalo německé letectvo do konce roku 1944. Byly přiděleny k Erprobungsstelle Rechlin, nebo k Erprobungskommandu 262.

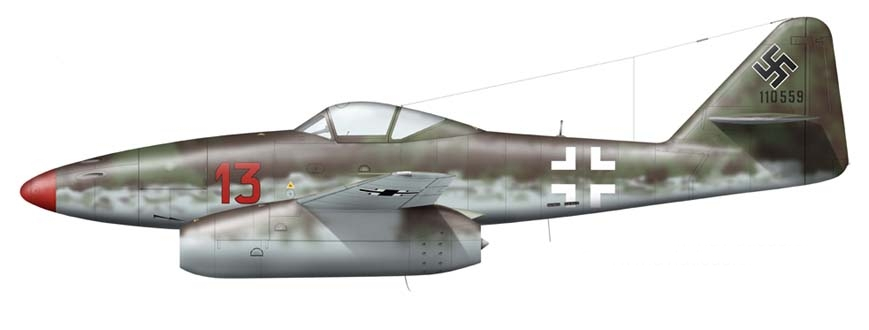
Me 262 A-1a, Stab.III/EJG 2, Oberstleutnant Heinz Bär, Lechfeld, 1945

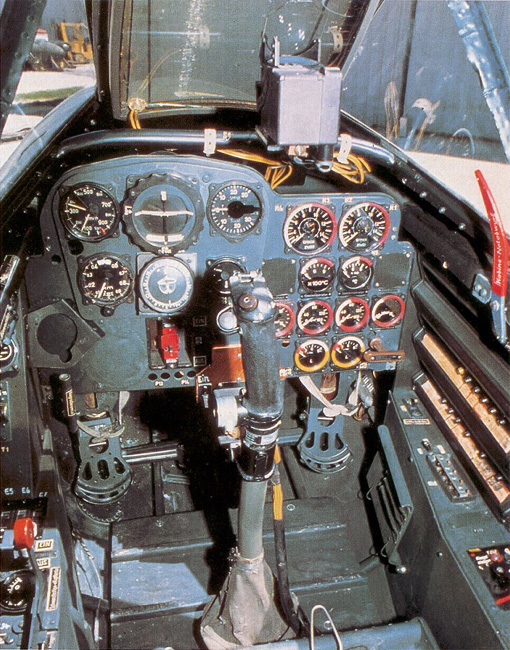
Kokpit stroje Me 262

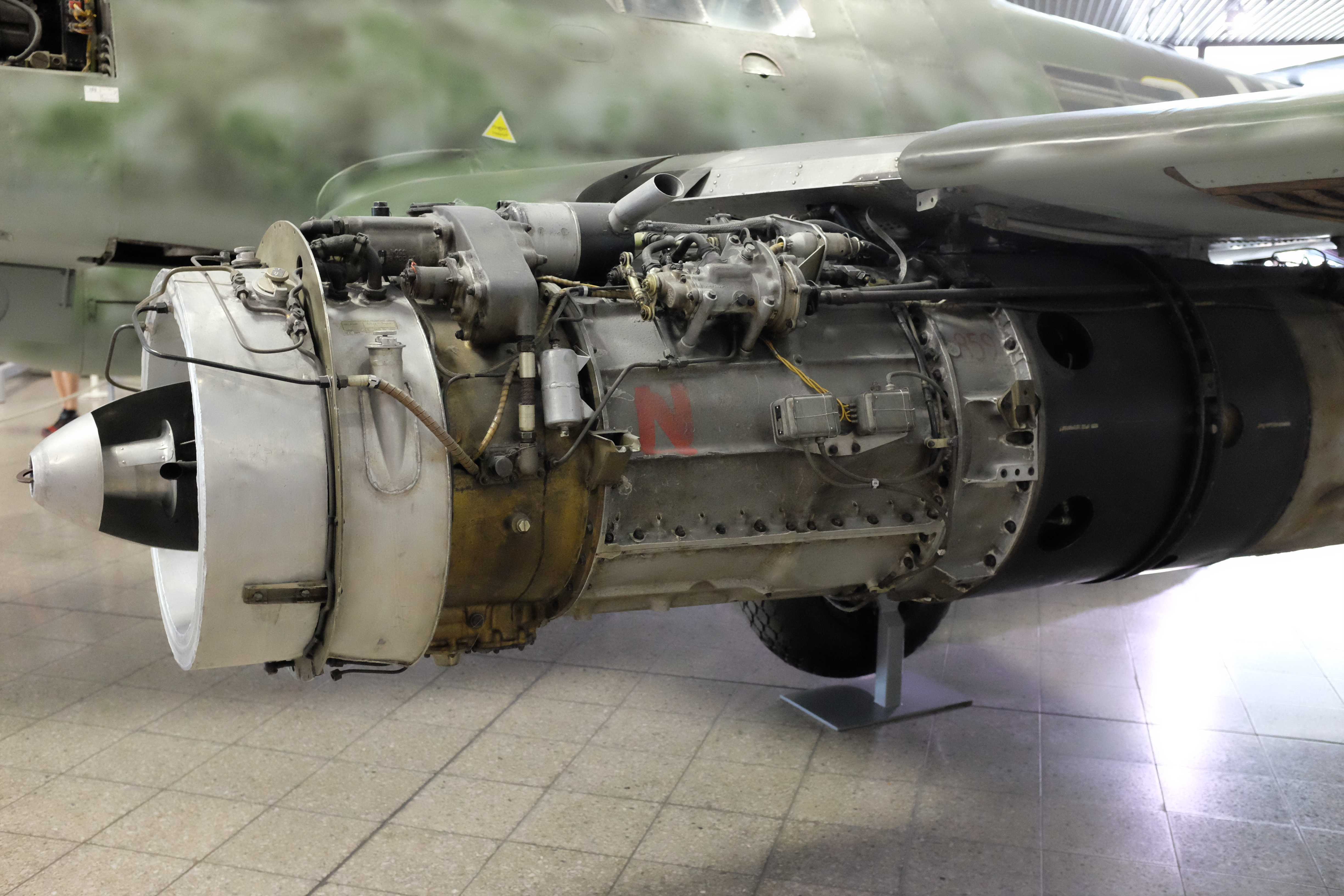
Proudový motor Jumo 004

Kvůli problémům s dodávkami pohonných jednotek Jumo 004 B společností Junkers byla sériová výroba Me 262 A-1a zahájena až v červnu 1944, kdy bylo vyprodukováno 28 strojů. Od března 1945 bylo zhruba 60 Me 262 A-1a vybaveno podkřídlovým odpalovacím zařízením pro rakety R4M firmy DWM ráže 55 mm. Takto upravené stroje nesly označení Me 262 A-1a/R1.
Další variantou této verze byl Me 262 A-1a/U1 vyrobený ve třech kusech ke zkouškám střelecké výzbroje skládající se ze dvou kanónů MG 151 ráže 20 mm a dvou kanónů MK 108 ráže 30 mm. Několik strojů bylo přestavěno na průzkumné Me 262 A-1a/U-3 s demontovanou hlavňovou výzbrojí, na jejíž místo byly instalovány dvě fotografické kamery Rb 50/30 nebo jedna Rb 20/30 a jedna Rb 75/30. Označení Me 262 A-1a/U4 nesly dva stroje vyzbrojené kanónem BK 5 ráže 50 mm (Bordkanon). Letové testy s touto zbraní byly realizovány na Me 262 A-1a (Werk-Nr.130083). V březnu 1945 byl další Me 262 A-1a pokusně vyzbrojen kanónem typu Rheinmetall-Mauser MK 214 A ráže 50 mm. Me 262 A-4a bylo provizorním označením průzkumné verze A-1a/U3 a stíhaček se smíšenou výzbrojí A-1a/U1.
U třech exemplářů Me 262 A-1b byla za pohon zvolena dvojice proudových motorů BMW 003A.
První bombardovací verzí se stal Me 262 A-2a. Byl vybaven pumovými závěsníky ETC 504 nebo Wikingerschiff, na které bylo možno zavěsit jednu pumu o hmotnosti 500 kg, nebo dvě po 250 kg. Koncem podzimu 1944 byl jeden ze strojů (Werk-Nr.110484) vybaven novou prosklenou přídí s místem pro druhého člena posádky a optickým zaměřovačem Lofte 7 H. Na začátku roku 1945 byl takto přestavěn další Me 262 (Werk-Nr.110555), který dodatečně obdržel autopilot společnosti Siemens a několik dalších přístrojů pro lety bez vidu. Po provedení 23 testovacích letů havaroval 30. března u Marburgu.
Tři letouny Me 262 A-2a/U1 (Werk-Nr.130170, 138188 a 130164) měly namísto dvou kanónů MK 108 instalovány autopilot spojený se zařízením pro vybírání střemhlavého letu TSA. Jinou variantou byl Me 262 A-2a/U2.
Verze Me 262 A-2a/R2 byla vybavena zesíleným pancéřováním určená k bitevním útokům v malé výšce.
Letoun Me 262 A-5a byl ozbrojenou průzkumnou verzí vybavenou dvěma kamerami Rb 50/30 nebo jednou Rb 20/30 a jednou Rb 75/30 vyzbrojený dvojicí kanónů MK 108 ráže 30 mm. V podlaze kabiny bylo instalováno malé okénko pro snadnější sledování terénu pod letounem. Pumové závěsníky byly zachovány, obvykle se na ně zavěšovaly dvě přídavné palivové nádrže o celkovém objemu 600 dm³.
Obtížný výcvik mladých pilotů si již v roce 1944 vyžádal konstrukci dvoumístné cvičné verze Me 262 B-1a. Jejím prototypem se stal pátý sériový stroj (Werk-Nr.130010) s instalovaným druhým sedadlem namísto zadní palivové nádrže a zdvojeným řízením. Tento prototyp byl zničen během přistání 8. října 1944. Deutsche Lufthansa v Berlíně-Staakenu dodala čtyři takovéto stroje, dalších 15 pak Blohm & Voss ve Wenzendorfu. Měly plnou standardní střeleckou výzbroj čtyř kanónů Mk 108 a pumové závěsníky, na které se zavěšovaly dvě přídavné palivové nádrže. První cvičné stroje převzala jednotka III.(Erg.)/JG 2 v listopadu 1944 umístěná v Lechfeldu a III./EKG 1 v Alt Lönnewitzu.
Asi 12 cvičných Me 262 B-1a bylo upraveno na dvoumístnou noční stíhačku Me 262 B-1a/U1 vybavenou radarem FuG 218 Neptun V s anténami Hirschgeweih a zařízením FuG 350 ZC Naxos, které zachycovalo vyzařování radaru H2S britských nočních bombardérů. Tato provizorní přestavba cvičných Schwalbe vznikla na základě úspěšných testů z října 1944 s Me 262 A-1a (Werk-Nr.170056), vybaveného radarem FuG 220 Lichtenstein SN-2. U verze Me 262 B-1a/U2 již bylo odstraněno druhé řízení, sedadlo operátora se tak posunulo více kupředu a za sedadlo do volného prostoru byla umístěna větší palivová nádrž.
Prvním od počátku projektovaným letounem jako noční stíhačka byl Me 262 B-2a s prodlouženým trupem na 11,80 m, v němž byly instalovány další palivové nádrže. Další dvě přídavné nádrže mohl nést podvěšené pod trupem. V pozdějším období se místo radaru FuG 218 plánoval FuG 240 Berlin nebo FuG 244 Bremen 0 společnosti Telefunken. Standardní hlavňovou výzbroj čtyř kanónů MK 108 doplnily dva kanóny stejného typu, které byly umístěny za kabinou posádky střílející šikmo nahoru dopředu (schräge Musik). Jediný vyrobený letoun padl v červnu 1945 do rukou Američanům.
Na konci roku 1944 bylo rozhodnuto upravit Me 262 na denní přepadovou stíhačku s přídavným raketovým motorem Walter HWK 509 A na tekuté palivo o tahu 16,8 kN po dobu tří minut. První let stroje přestavěného z Me 262 A-1a (Werk-Nr.130186) pilotovaného Gerdem Lindnerem se uskutečnil 27. února 1945. Takto upravený stroj na variantu Me 262 C-1a startoval pomocí dvou přídavných startovacích raket na tuhé palivo Borsig o tahu 4,88 kN na dráze nepřevyšující 650 m. Druhý let provedl opět Lindner 16. března, o třetí vzlet Heimatschützeru se postaral tovární pilot Kaiser. Do 22. března 1945 provedl šest zkušebních letů než byl poškozen spojeneckými stíhači na letišti Lechfeld. Po ukořistění spojeneckými oddíly 20. dubna 1945 se objevil trup s motorem HWK ve Velké Británii, kde byl důkladně prozkoumán.
Jako další verze s přídavným raketovým motorem vznikl Me 262 C-2b Heimatschützer II překonstruovaný ze stroje výrobního čísla 170074. Poháněly jej dva motory BMW 003 R, které vznikly spojením proudových motorů BMW 003 A s raketovými motory BMW 718 dávajícím po dobu tří minut tah 9,87 kN. Zálet stroje provedl pilot Bauer 26. března 1945 v Lechfeldu, kdy během 1,5 minuty vystoupal do hladiny 8200 m. Druhý a zároveň poslední let provedl o tři dny později.

## Bojové nasazení

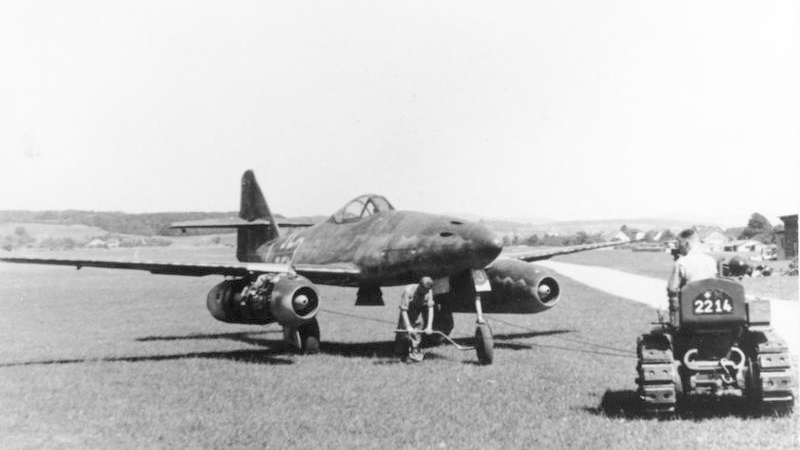
Me 262A, cca 1944

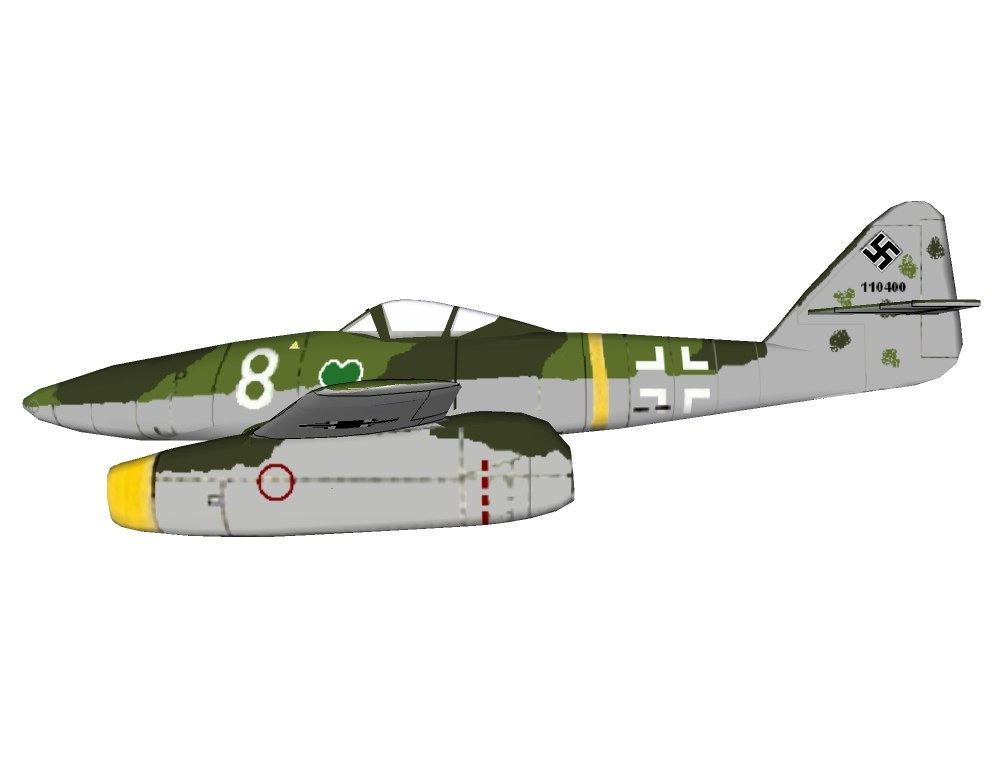
Messerschmitt Me 262 A-1a (Werk-Nr.110400), pilot Walter Nowotny, Kommando Nowotny (III./JG 6), 1944

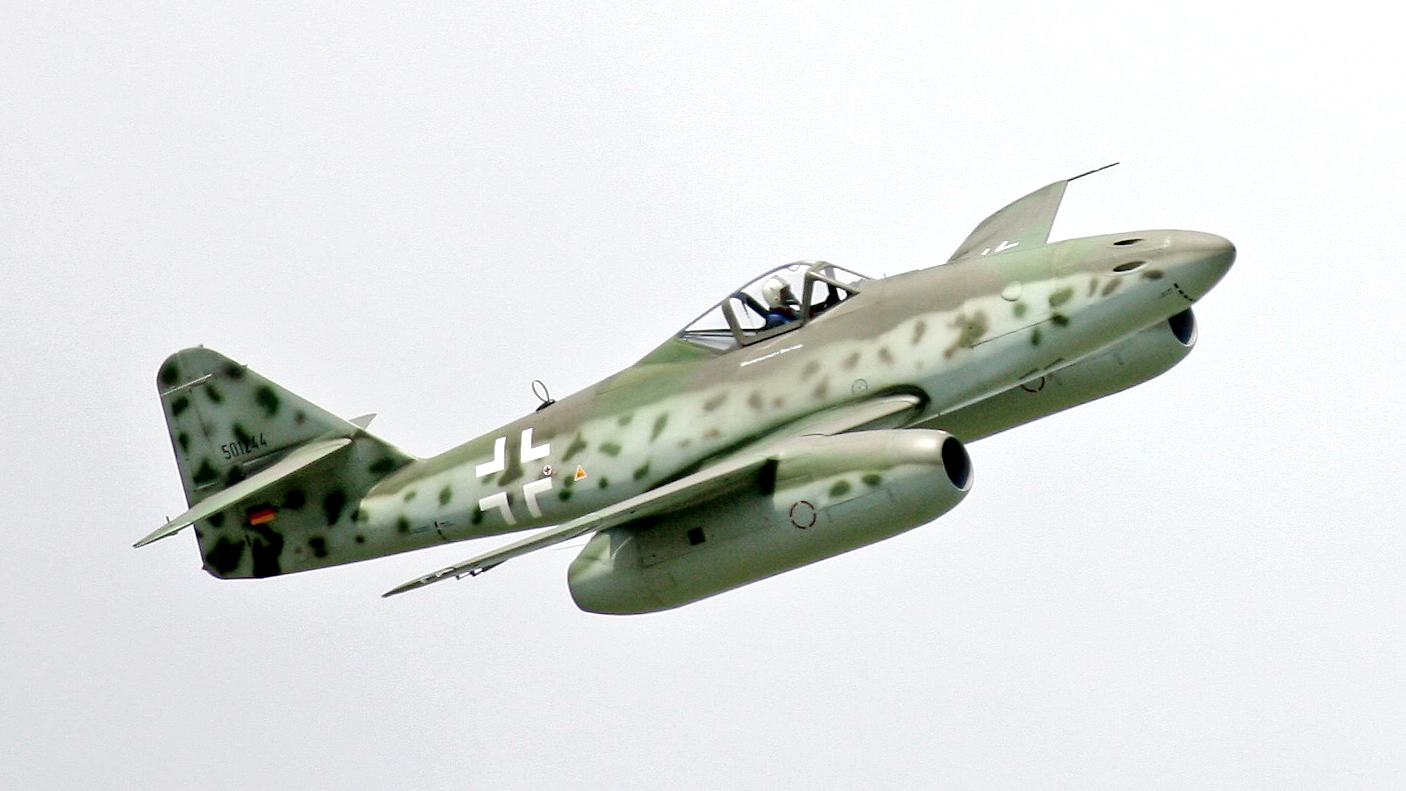
Replika Me 262 na ILA 2006

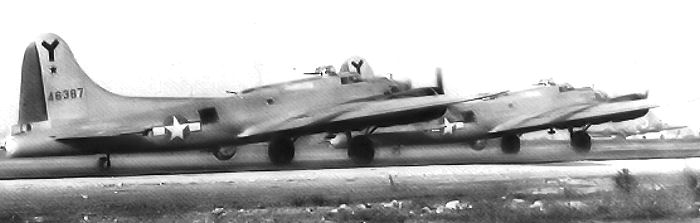
B-17G 44-6387 815. bombardovací letky byla zničena při cestě na Ruhland v Německu 22. března 1945. Nejprve byla zasažena Flakem a poté doražena strojem Me 262. Osm členů posádky přežilo a dostalo se do zajetí

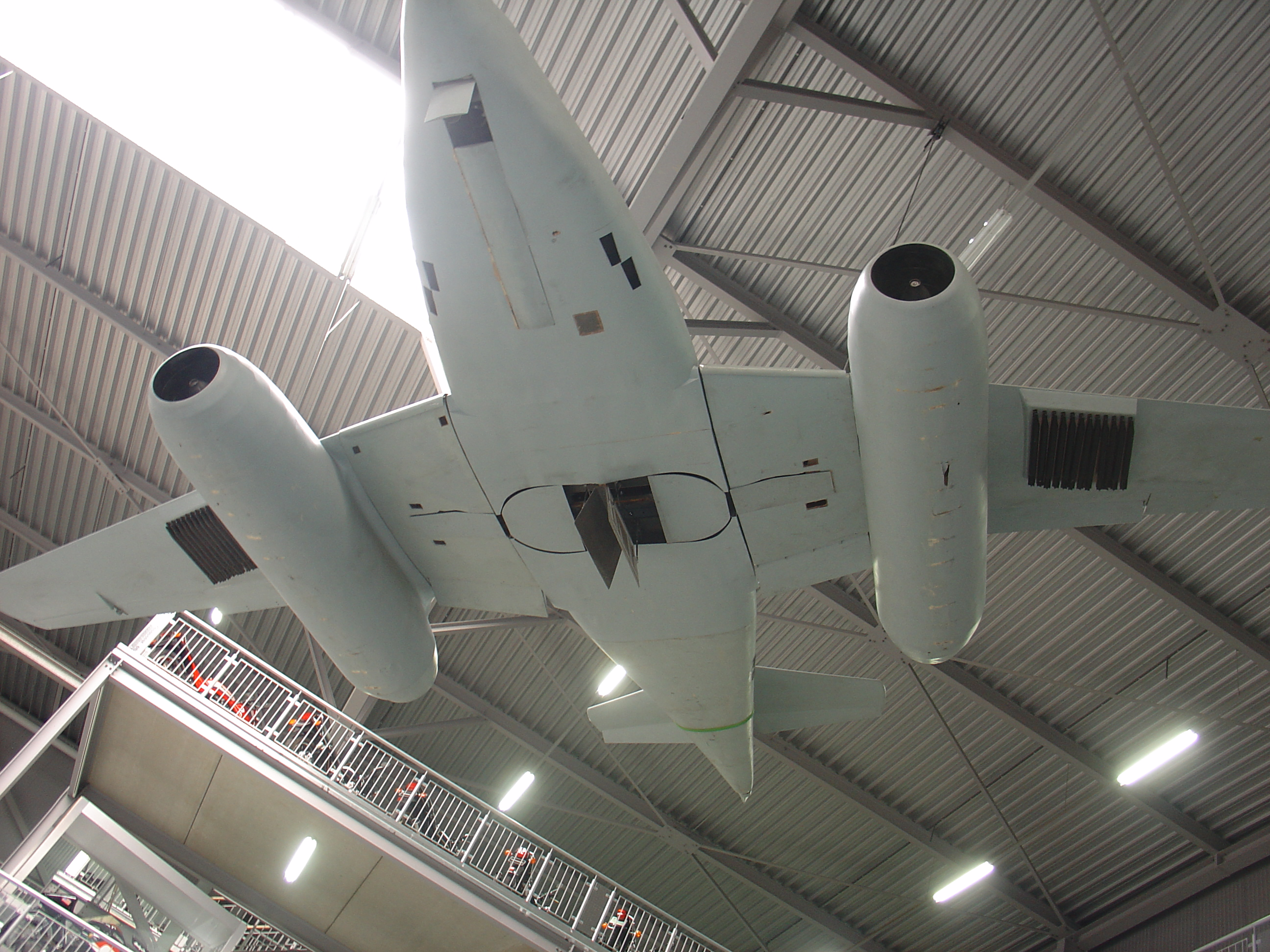
Me 262 s raketami R4M pod křídly, technické muzeum ve Špýru

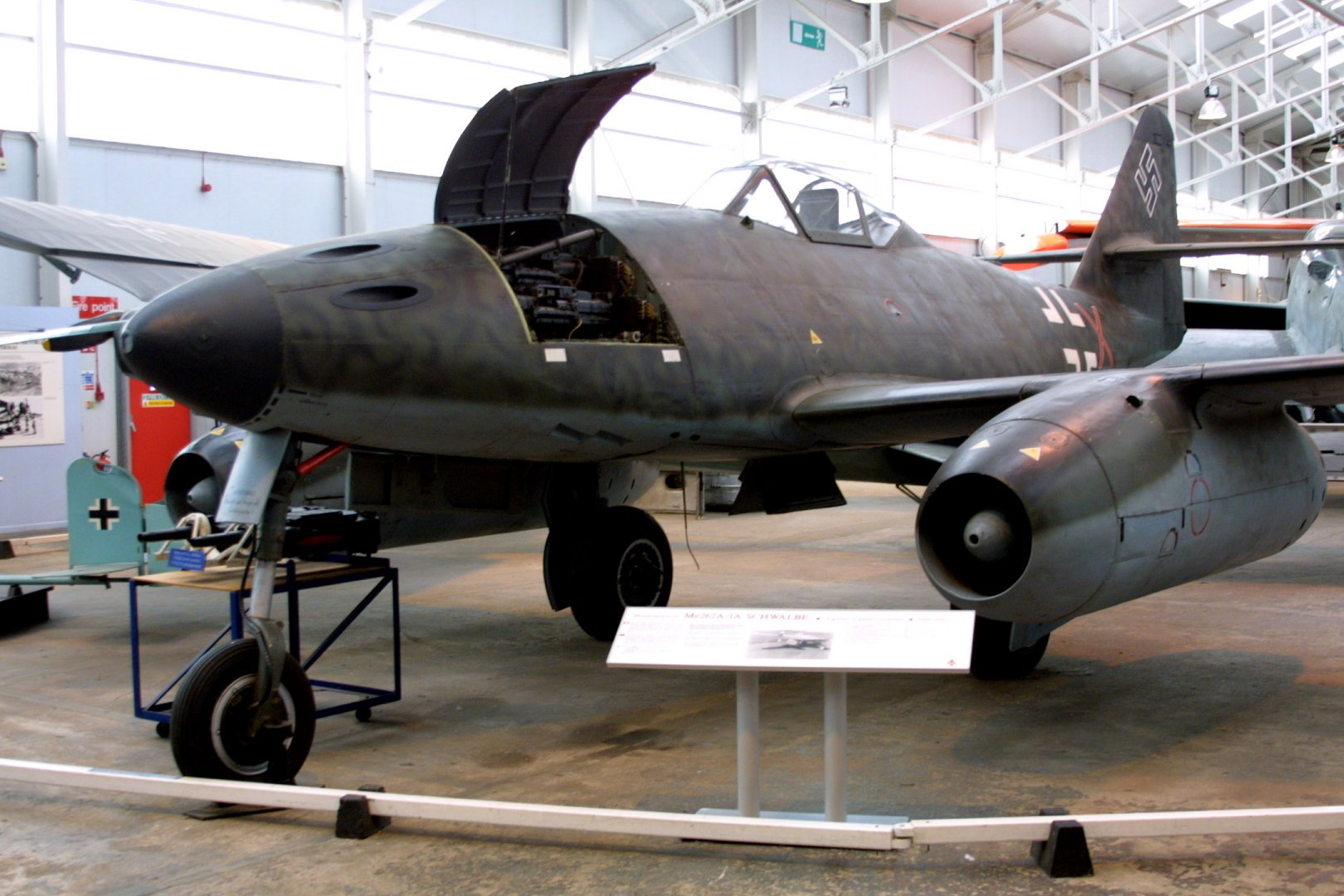
Me 262 A-1a na základně RAF Cosford, 2002

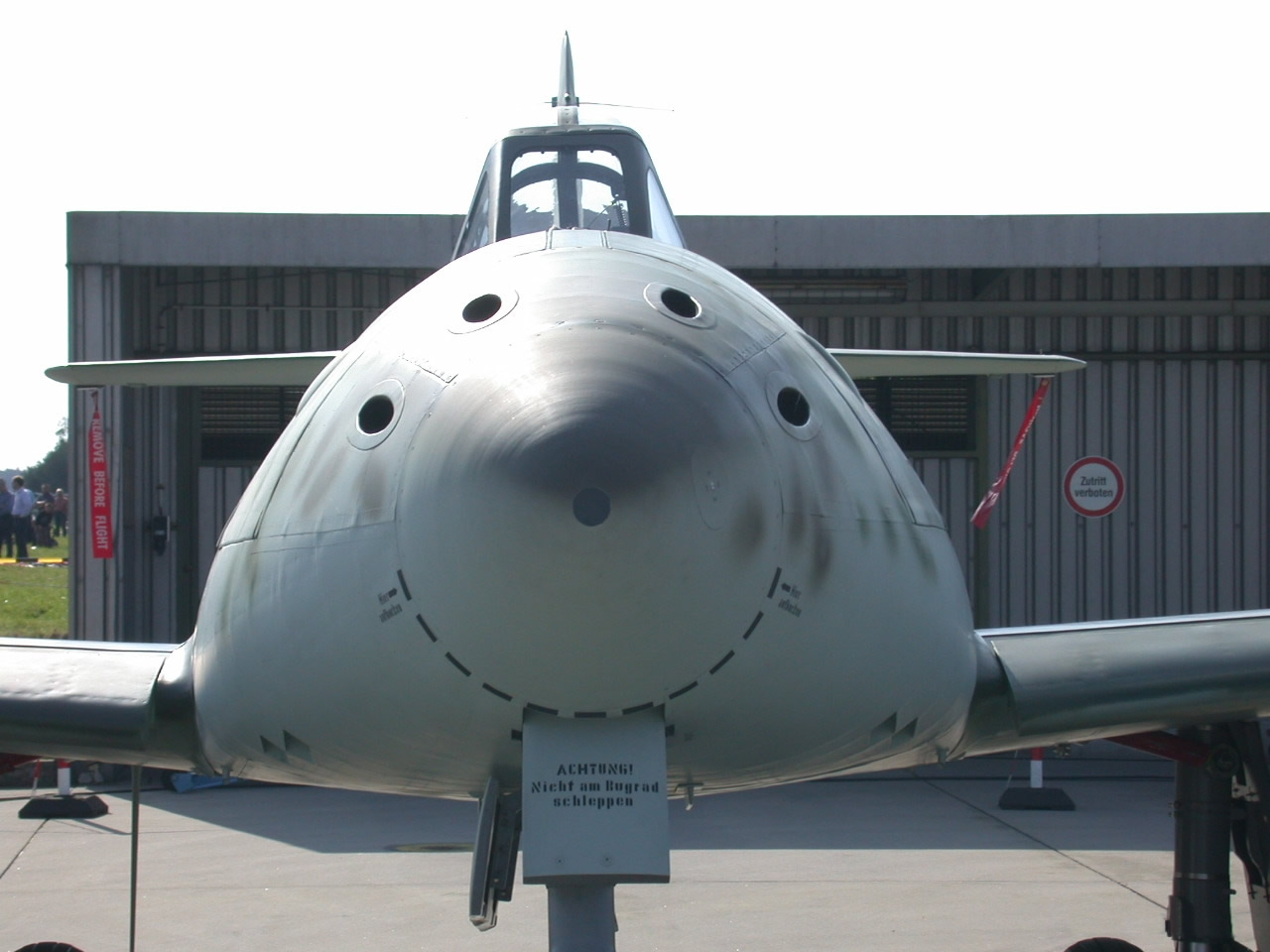
Příď Me 262 se čtveřicí kanónů MK 108

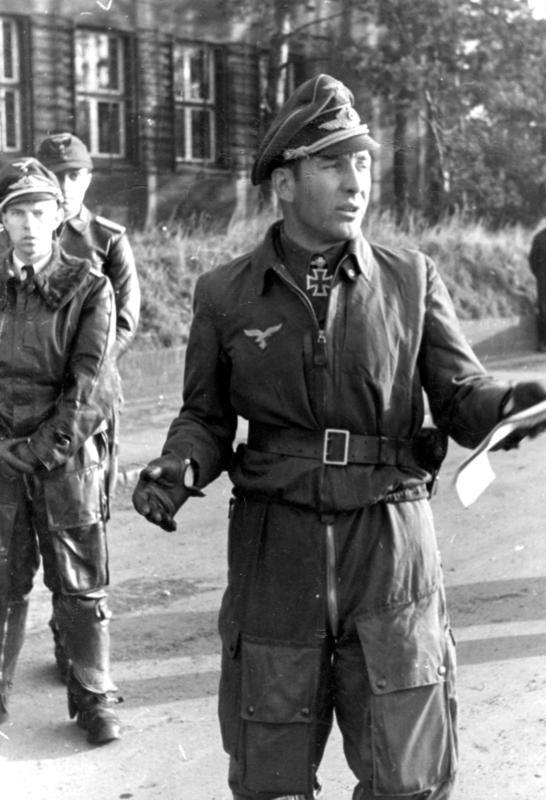
Theodor Weissenberger, 4. října 1944

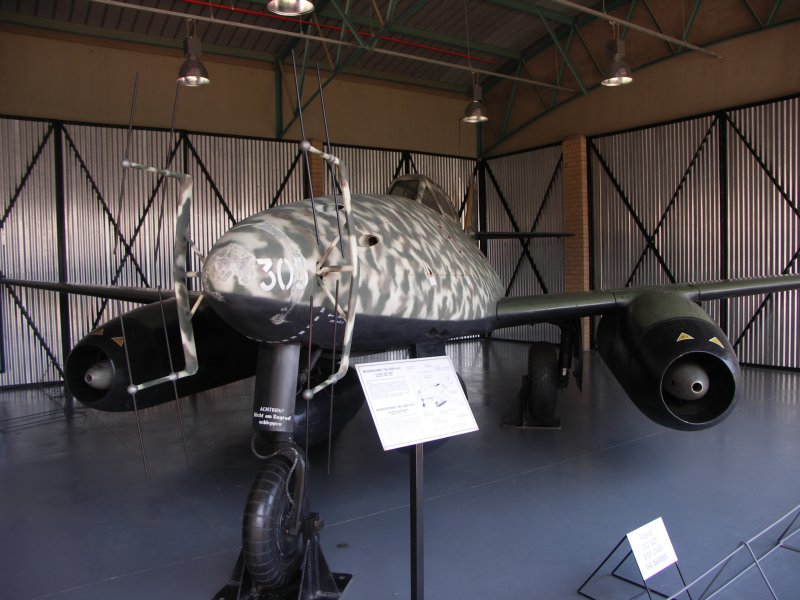
Noční stíhač Messerschmitt Me 262B-1a

První jednotkou s letouny Me 262 A-1a Schwalbe se stalo na rozkaz Adolfa Gallanda z 15. prosince 1943 ustavené Erprobungskommando 262 pod velením Hauptmanna Wernera Thierfeldera. Úkolem zkušebního oddílu zformovaného v dubnu 1944 v Lechfeldu z pilotů III./ZG 26 byly operační testy Me 262. Thierfelder se nevrátil již z prvního operačního letu s šestým sériovým letounem (S6), kdy 18. července 1944 samostatně odstartoval proti velké formaci amerických letounů. Zahynul v troskách stroje po jeho dopadu na zem v Kauferingu. Příčinou byla s největší pravděpodobností technická závada na Me 262. K prvnímu zdokumentovanému vzdušnému boji došlo 26. července, kdy Leutnant Alfred „Bubi“ Schreiber nárokoval sestřel nad Bavorskem britského letounu de Havilland Mosquito Flight Lieutenanta A. Walla z 544. perutě Royal Air Force. Získal tak první sestřel na proudovém stíhacím stroji. Ve skutečnosti poškozené Mosquito přistálo na letišti Fermo u Ancony v Itálii. Druhé vítězství si stejný pilot připsal na své konto již 2. srpna, kdy ve vzdušném boji zlikvidoval Supermarine Spitfire RAF. 8. srpna pokračoval v úspěších Erprobungskommanda 262 Leutnant Joachim Weber, kdy nad jezerem Ammersee sestřelil další Mosquito RAF. Po smrti Thierfeldera převzal 5. srpna velení EKdo 262 Hauptmann Horst Geyer. 15. srpna padla za oběť proudovému Messerschmittu s pilotem Feldwebelem Heinzem Lennartzem první Létající pevnost B-17.
První úspěchy vedly k vytvoření dalších dvou zkušebních jednotek v Lärzu a Erfurtu. 14. a 18. září 1944 si po jednom Mosquitu připsal na své konto Leutnant Weber, startující z letiště v Lärzu. Současně další úspěchy získali také stíhači z Lechfeldu. Oberfeldwebel Baudach sestřelil 24. srpna Lockheed P-38 Lightning, o dva dny později Leutnant Schreiber sestřelil letoun Spitfire a Oberfeldwebel Recker letoun Mosquito. 5. září pilot Schreiber na Me 262 likviduje další Spitfire, následující den Oberfeldwebel Gobel další Mosquito a 12. září pak Oberfeldwebel Baudach North American P-51 Mustang.
V souboji s pístovými stíhačkami jako byl Spitfire či Mustang vycházel Messerschmitt hůře vinou své menší obratnosti a akcelerace.[zdroj⁠?!] Oproti britskému stroji Gloster Meteor Mk.III sice měl vyšší maximální rychlost, a číselně „lépe vypadala“ jeho výzbroj 30mm kanóny oproti čtveřici 20mm kanónů Meteoru (MK 108 ovšem byly, zejména díky nižší úsťové rychlosti střely, vhodné spíše k ničení bombardérů), ovšem výzbroj Meteoru plně postačovala ke spolehlivému zničení jakéhokoli vzdušného cíle (oproti MK 108 měly 20mm kanóny British-Hispano Mk.V významnou přednost ve vyšší úsťové rychlosti střely a vyšší kadenci).[zdroj⁠?!] Z druhé strany ovšem britský stroj byl mnohem obratnější, jak prokázaly cvičné souboje provedené u RAF, kdy Meteor hladce překonával typ Hawker Tempest, a lépe ovladatelný, navíc měl oproti Me 262 výhodu v použití aerodynamických brzd — jenže tyto dva typy se ve vzduchu nikdy neutkaly.
Dne 26. září se začala formovat nová jednotka, jejímž velitelem byl jmenován Walter Nowotny s piloty z Erprobungskommanda 262. První letka skupiny Nowotny byla dislokována na letišti v Achmeru a velel jí Oberleutnant Paul Bley a druhá v Hesepe zpočátku pod velením Leutnanta Fritze Müllera. Po neshodě s Nowotnym byl do čela letky postaven Oberleutnant Alfred Teumer. Ten však zahynul 4. října během přistání se svým „jetem“ a jeho nástupcem se stal Leutnant Schall. První bojovou akci skupina provedla 7. října 1944 proti velké formaci bombardérů USAAF se stíhacím doprovodem. Z letiště v Hesepe odstartovaly dva letouny Schwalbe, za jejichž řízení usedli Schall a Feldwebel Lennartz a z Achmeru Oberleutnant Bley, Leutnant Kobert a Obrfährich Russel. Schall a Lenartz zničili Consolidated B-24 Liberator a vrátili se zpět na základnu. Na letouny z Achmeru však zaútočili Mustangy a Russelova Schwalbe byla zničena ještě na VPD. Krátce po startu byly zničeny zbylé dva Messerschmitty palbou Urbana L. Drewa z 361. stíhací skupiny. Bley se zachránil na padáku, Gerhard Kobert zahynul. V dalších dnech, 10. a 12. října, byly bez vlastních ztrát sestřeleny dva Mustangy, o které se postaral Bley a Lennartz. Mezi 4. a 13. říjnem však bylo při haváriích zničeno nebo těžce poškozeno 10 Me 262. Po vyšetřování příčin technickou komisí firmy Messerschmitt, kterou vedl Fritz Wendel, obnovila skupina bojové akce 28. října 1944. V tento den Schall zničil jeden Mustang a Schreiber letoun Lightning, při startu však havaroval Oberleutnant Bley, který zahynul. Následující den sestřelili po jednom stroji Republic P-47 Thunderbolt Feldwebel Büttner a Oberfeldwebel Gobel. Schreiber zničil jeden Lightning a po srážce se strojem Spitfire opustil poškozený Me 262 na padáku. 1. listopadu sestřelil Oberfähnrich Banzhaff Mustang, sám se ale musel z hořící Schwalbe zachránit na padáku. Rovněž další týden došlo k mnoha leteckým soubojům se spojeneckými stíhači. 8. listopadu zahynul ve vzdušném boji po sestřelení Mustangu a Liberatoru velitel jednotky Walter Nowotny a Kommando Nowotny tak ukončilo svoji činnost. Její piloti získali 18 jistých a 4 pravděpodobná vítězství při vlastní ztrátě 26 Me 262.
Dva týdny po vylodění spojenců v Normandii začalo přeškolování pilotů KG 51 „Edelweiss“ na Me 262. První dva Blitzbombery tato jednotka převzala 19. července 1944. Všechny proudové bombardéry se následně dostaly do Kommanda Schenk složeného z pilotů KG 51 pod velením Majora Wolfganga Schenka. Svou bojovou činností měli především napadat zásobovací trasy spojeneckých vojsk. 20. července se jednotka o síle devíti letounů a pilotů přesunula do Francie do Chateaudunu poblíž Orleansu. 15. srpna 1944 obdržela jednotka rozkaz ke stažení do Creil u Paříže, 22. srpna do Juvincourtu u Remeše a posléze 28. srpna do Chievres v Belgii. V tento den se zpět z akce nevrátily dva Me 262 A-2a Kommanda Schenk o které se postarali Maj. Joseph Myers a Lt. M. O. Croy z 82. stíhací peruti USAAF na letounech P-47D. Počátkem září 1944 podnikala I./KG 51, jak bylo Kommando Schenk přeznačeno, rušivé útoky proti spojeneckým postavením ze základen v Rheine a v Hopstenu na německém území těsně za hranicí. 2. října jednotka podnikla nálet na prvoliniové letiště v Grave, sídlo Spitfiry vyzbrojené 421. squadrony RCAF. Zadostiučinění se Kanaďanům dostalo o tři dny později, kdy piloti Spitfirů Mk.IX od další, 401. perutě RCAF, narazili v oblasti Nijmegenu na osamocenou Schwalbe z I./KG 51. Útok na Hauptmanna Hanse-Christopha Buttmana zahájil Spitfire Sqn Ldr Roye Smithe, který opakovanou střelbou zasáhl oba proudové motory. Dalším úspěšným kanadským střelcem byl Flight Lieutenant Hedley Everard, který útočil zároveň se Smithem. V palbě na německý proudový letoun pokračoval Flying Officer John MacKay, který pozoroval zásahy do zadní části trupu a obou kořenů křídla. Další poškození Buttmanova Me 262 přidal Flying Officer Gus Sinclair a poslední ránu z milosti zasadil Schwalbe Flight Lieutenant Tex Davenport. I přes prohraný souboj Buttman prokázal, jaké převahy ve vzduchu je potřeba na zdolání technologicky vyspělejších proudových Messerschmittů. 13. října 1944 musela I./KG 51 odepsat další Me 262, sestřelený u Volkelu strojem Hawker Tempest Pilot Officera Roberta Colea ze 3. perutě RAF. Tentokrát se německý pilot zachránil na padáku.
Od prosince 1944 byla celá I./KG 51, do které byli znovu zařazeni piloti Kommanda Schenk, přezbrojena na Me 262. Jednotka se účastnila ofenzívy v Ardenách a dále 1. ledna 1945 operace Bodenplatte, které se účastnilo 20 jejich Me 262, jejichž cílem byla letiště Eidhoven a Heesch v Holandsku. Ztraceny byly 2 Schwalbe, z nichž jeden stroj sestřelilo vlastní protiletadlové dělostřelectvo. 10. ledna jednotka operovala v síle 22 Me 262 v oblasti Strasbourgu, druhý den napadlo stejné cíle 30 proudových Messerschmittů. Ve stejné době byly na Me 262 přezbrojena i II./KG 51. V únoru operovaly stroje KG 51 proti americkým vojskům v údolí Rýna v okolí Hunsrücku. V březnu 1945 byla z části personálu KG 51 a KG 76 sestavena samostatná jednotka Gefechtsverband Kowalewski. Na jaře 1945 operovaly skupiny letounů Me 262 z KG 51 také nad východní frontou, kde také bombardovaly uskupení I. tankového sboru II. polské armády v oblasti Budyšína a 6. a 7. května také povstalci ovládanou Prahu.
V druhé polovině srpna 1944 začalo přezbrojování a přeškolování personálu jednotky KG 54. V polovině září odevzdala I.KG 54 své dosavadní stroje Junkers Ju 88 A a byla převelena do Giebelstadtu pod velením Majora Ottfrieda Sehrta. Následně za ní dorazilo také velitelství skupiny a III. Gruppe a v říjnu také II. Gruppe. Základnami II./KG(J) 54 a III./KG(J) 54 se stala letiště Neuburg an der Donau a Gardelegen. Velitelem eskadry byl Oberstleutnant Volprecht Riedesel Freiherr zu Eisenbach. Dne 7. prosince 1944 měla I./KG(J) 54 ve stavu 10 Me 262 a 11 strojů Focke-Wulf Fw 190 A-8, F-8 a S. Většinu dodaných proudových Messerschmittů tvořily Me 262 A-2a, které musely být v dílnách upraveny na stíhací. Přeškolení pilotů se uskutečnilo u III.(Erg.)/KG 1. Dne 19. ledna 1945 se uskutečnil první cvičný společný start skupiny 22 Me 262 z KG(J) 54, která měla být nasazována proti sevřeným bombardovacím formacím USAAF. Z technických důvodů jich nakonec odstartovalo pouze 12, které se bezpečně vrátily na základnu. Po technických prohlídkách se ukázalo, že pouze 3 jsou opět schopny v krátkém čase dosáhnout bojové pohotovosti. Dne 9. února se uskutečnila první bojová akce štábního roje a I.KG(J) 54. Po startu 16 Me 262 z Giebelstadtu byly po vystoupání nad mraky ihned napadeny Mustangy 55. stíhací skupiny USAAF, které s momentem překvapení ihned sestřelily 6 Me 262. Velitel eskadry Riedesel zahynul a jeho turbína se zřítila u Limburgu. Velitel I.KG(J) 54 Sehrt byl lehce zraněn a zachránil se na padáku. Novým velitelem eskadry se stal Major Hans-Georg Batcher, který předtím velel III./KG 76 v Achmeru. 25. února přišla KG(J) 54 o šest sestřelených Schwalbe, dva stroje z technických příčin havarovaly a čtyři byly zničeny americkými stíhacími bombardéry na zemi. 5. března byla I.KG(J) 54 přemístěna do Zerbstu. 25. března pak zaútočila skupina 25 letounů Me 262 z JG 7 a KG(J) 54 na formaci 8. letecké armády USAAF. Ve vzdušných bojích mezi Magdeburgem a Berlínem ztratili Němci 4 stroje, sami však zlikvidovali 5 B-24 a 2 P-51.
K největší bojové akci I./KG(J) 54 došlo v úterý 10. dubna 1945, kdy vzlétlo 21 strojů Me 262 proti několika jednotkám americké 8. letecké armády; jen za ten den při operaci číslo 938 vyslala do vzduchu 1315 čtyřmotorových bombardérů B-17 a B-24 ve čtyřech samostatných svazech, spolu s 905 stíhačkami; výsledek byl předvídatelný — stroje Me 262 sestřelily nejspíše jen deset bombardérů, ovšem za cenu ztráty 17 proudových stíhaček. 16. února přišla III./KG(J) 54 umístěná v Neuburgu o dva zcela zničené Me 262 na zemi působením bombardérů 15. letecké armády USAAF, dalších 16 bylo poškozeno střepinami pum. Další dva nálety Liberatorů z 8. letecké armády zcela zničily základnu v Neuburgu an der Donau. Jednotka byla přemístěna do Erdingu u Mnichova, ale v posledních květnových dnech byla také tato základna zničena americkými bombardéry. Zbylé Me 262 byly přemístěny na letiště Rimstig u Chiemsee, kde byly těsně před kapitulací zničeny vlastními posádkami. Od konce dubna 1945 vytvořily zbytky I. a II./KG(J) 54 společně s letouny z KG 51, III./KG(J) 6 a JG 7 na letišti v Praze-Ruzyni Gefechtsverband Hogeback, který do konce války operoval proti Rudé armádě.
Další jednotkou létající na Me 262 A-1a a Me 262 B-1a byla III.(Erg.)/JG 2 umístěná v Lechfeldu, které od jara 1945 velel Major Heinz Bär. Piloti školení u této jednotky uskutečnili 8 až 10 cvičných letů a potom byli odesláni k bojovým jednotkám. Leteckých bojů se účastnili jak instruktoři, tak i sám velitel Bär, který se stal se 16 sestřelenými letouny protivníka na Me 262 nejúspěšnějším stíhačem proudových letounů za II. světové války.
Největší bojovou jednotkou užívající Me 262 byla JG 7, jejíž III. skupina byla vytvořena 19. listopadu 1944 z personálu Kommanda Nowotny. Velitelem byl jmenován Oberst Johaness Steinhoff, letecké eso se 170 sestřelenými letouny protivníka. Po neshodách s Göringem byl nahrazen ještě před koncem přeškolování Majorem Theodorem Weissenbergerem. III./JG 7 byla uznána bojeschopnou 12. února 1945. Do konce ledna 1945 bylo z technických příčin zničeno během výcviku 19 Me 262 a 7 těžce poškozeno při ztrátě devíti pilotů. Již během cvičných letů však dosáhli piloti této jednotky vzdušných vítězství. 2. prosince 1944 sestřelil Leutnant Weber Lightning a následující den si na své konto připsal Flying Fortress z 15. letecké armády Oberfeldwebel Lubking. 23. prosince Oberfeldwebel Bütnner zlikvidoval průzkumný Lightning a doprovodný Mustang, o druhý doprovodný Mustang se postaral Feldwebel Bockels. 29. prosince Büttner sestřelil další Mustang a 31. prosince 1944 zvítězil nad P-51 Feldwebel Baudach. V lednu 1945 byly jedinými úspěchy jednotky dvě B-17, které k zemi poslal 14. a 17. ledna Hauptmann Eder. 1. února získal první vítězství na Me 262 Leutnant Rudi Rademacher, který sestřelil Spitfire a o dva dny později B-17. Dne 3. února sestřelil Unteroffizier Schoppler P-51 a Leutnant Weber, Leutnant Schnorrer a Oberleutnant Rademacher další dvě B-17. Další tři Létající pevnosti sestřelili piloti Rademacher, Unteroffizier Schoppler a Unteroffizier Engler dva dny po vyhlášení bojové připravenosti III./JG 7, 14. února 1945, nad Kielem. O dva dny později poslal Rademacher k zemi v okolí Hannoveru P-51. K masovému nasazení Me 262 došlo 22. února, kdy proti 1500 americkým bombardérům nad územím říše odstartovalo 32 Schwalbe z III./JG 7 a dva z I./JG 7, která ještě procházela výcvikem. Za pět vzdušných vítězství zaplatila JG 7 ztrátou tří sestřelených strojů, dva havarovaly z technických příčin a další tři byly poškozeny. 24. února sestřelil Rademacher východně od Lüneburgu Liberator a Leutnant Weber Mustang. Další vítězství Rademacher získal 27. února nad B-17. Během února tak JG 7 dosáhla celkem 23 sestřelů při vlastní ztrátě 14 Me 262 a 11 poškozených. Dne 3. března vystartovalo všech 29 bojeschopných Me 262 Geschwaderstab a III./JG 7 do akce proti 1102 bombardérům a 743 stíhačkám. Němečtí piloti dosáhli 9 vzdušných vítězství při ztrátě 3 strojů. 7. března sestřelili Me 262 dva Mustangy a 14. března byl zničen další Mustang. 15. března pak piloti JG 7 na proudových strojích při odrážení náletu 1353 bombardérů doprovázených 833 stíhačkami sestřelili 5 nepřátel.
Na druhý den na Me 262 poprvé skóroval Major Theodor Weissenberger, když ve vzdušném boji zničil P-51 Mustang. 17. března zaútočilo několik Schwalbe na formaci amerických bombardérů doprovázených 820 stíhači a bez vlastních ztrát sestřelilo 4 B-17. V tomto období úplného zhroucení konvenční obrany říše byla JG 7 se svými 60 Me 262 jedinou stíhací jednotkou na území severního a středního Německa. I přes nepoměr sil 50:1 v neprospěch pilotů Me 262 se jim nejednou podařilo dosáhnout momentální taktické převahy a s ní i spojených úspěchů. 18. března, v den nejtěžšího náletu na Berlín, kterého se zúčastnilo 1329 bombardérů a 733 doprovodných stíhačů, zaútočilo na tuto formaci v oblasti Postupimi a Brandenburgu 37 Me 262. V 11:09 začala k zemi padat první B-17 a o minutu později poslal velitel Weissenberger k zemi další. O pět minut později sestřelili Oberfeldwebel Lubking, Leutnant Rademacher a Leutnant Sturm po jednom B-17. Za chvíli vyšel Oberleutnant Schall vítězně ze souboje s Mustangem. V 11:17 sestřelil během této akce druhou B-17 Weissenberger. Na těchto 7 vítězství během osmi minut navázala v 11:20 9.Staffel s Me 262 vybavenými odpalovacím zařízením neřízených střel R4M Orkan, které byly poprvé použity v tento den. Ničivá síla těchto raket, odpálených ve vzdálenosti 400 m ze šesti Schwalbe, ze vzduchu smetla 8 bombardérů. JG 7 při této akci přišla o 5 Me 262 a 3 piloty. 19. března došlo k dalším vzdušným bojům tentokrát v prostoru Zwickau-Jena-Plavno. Na americkou formaci 1273 bombardérů chráněných 675 stíhači zaútočilo 45 Me 262. Němečtí stíhači sestřelili 5 B-17 a 1 Mustang při ztrátě dvou strojů i s piloty. Následujícího dne dosáhly Me 262 šesti potvrzených vítězství nad letouny USAAF na severozápad od Hamburku. JG 7 přišla o tři proudové stroje a dva piloty. 21. března bylo nasazeno 31 Me 262 proti 1408 bombardérům a 806 stíhačům. V oblasti Lipsko-Drážďany-Saská Kamenice piloti Luftwaffe zlikvidovali 13 Flying Fortressů a 1 Mustang při vlastní ztrátě čtyř Me 262 a dvou pilotů. Také 22. března odráželo americký nálet 27 Me 262, kterým se při ztrátě čtyř letounů a tří pilotů podařilo zničit 13 bombardérů. Následující den sestřelil Major Ehrler nad Saskou Kamenicí 2 Liberatory a Oberfeldwebel Reinhold jeden B-17. 24. března padly za oběť Me 262 2 Mustangy, 1 Lightning 10 čtyřmotorových bombardérů. JG 7 za to zaplatila ztrátou čtyř Schwalbe. 25. března zahynul již při startu proti americké bombardovací formaci Leutnant Rettberg v důsledku požáru motoru. Me 262 Feldwebela Taubeho byl sestřelen Mustangy krátce poté, co sám zničil B-24, Oberfähnrich Ullrich byl také sestřelen doprovodnými Mustangy a třetího pilota JG 7 sestřelily P-51 nad vlastním letištěm. Německým pilotům toho dne podlehlo 5 Liberatorů, 2 Mustangy a 1 Mosquito. 27. března sestřelil Leutnant Günther Heckmann britský bombardér Avro Lancaster, které v počtu 180 útočily na sklady pohonných hmot v okolí Brém.
Další řady sestřelů JG 7 rozšířil velitel její II. skupiny Oberleutnant Stehle 30. března 1945, kdy sestřelil B-17 a Oberleutnant Schuck jeden Mustang. V ten stejný den se terčem bombardovacích útoků USAAF stala města Hamburk, Wilhelmshaven a Brémy. Proti formaci 1402 bombardérů a 899 doprovodných stíhačů vzlétlo 19 Me 262, které na tento svaz zaútočily poblíž Luneburgu. Během prvního útoku dostal jeden B-17 z oblohy Leutnant Schnorrer, který byl ovšem zasažen obrannou palbou bombardérů. Zamířil s poškozeným Me 262 ihned na domovskou základnu avšak se čtveřicí Mustangů v závěsu. U Uelzenu byl dostižen a raději opustil stroj na padáku. Během dalších útoků Němci sestřelili ještě jeden B-17, P-51 a v okolí Hamburku Mosquito. Největší úspěch během války zaznamenala JG 7 poslední březnový den, kdy 8 Me 262 pod velením Oberleutnanta Grünberga atakovalo velkou formaci čtyřmotorových bombardérů RAF nad Hamburkem. Během prvního útoku odpálili piloti Luftwaffe salvy raket R4M a následně britské bombardéry ostřelovali palubními kanóny. Bez vlastních ztrát ve vzduchu zničili 13 bombardérů. Během dne si pak piloti JG 7 připsali na své konto sestřelený Lancaster, 3 B-17 a 2 Mustangy při vlastní ztrátě jednoho pilota a čtyř Schwalbe. Během pokračujících vzdušných bitev přišla JG 7 od 4. do 10. dubna o 37 Me 262, naopak její piloti zničili 5 Lancasterů, 13 B-17, 1 B-24, 9 P-51, 2 P-38, 3 Thunderbolty a 7 dalších čtyřmotorových bombardérů a 2 stíhačky. Následně se JG 7 přesunula na letiště v severním Bavorsku, odkud se jim podařilo zničit dalších 19 B-17 a 1 P-47 při vlastní ztrátě 9 Me 262. Na samém konci dubna došlo rovněž k bojům JG 7 se sovětským letectvem. 27. dubna bylo sestřeleno 6 bitevních strojů Iljušin Il-2 při vlastní ztrátě dvou Me 262. 28. dubna sestřelil Oberleutnant Schluter v prostoru Vratislavi Jak-9 a Oberfähnrich Wittbold dvojici Il-2. 8. května v 16:00 sestřelil Oberleutnant Stehle poslední letoun zničený ve II. světové válce německým stíhačem, sovětský Jak-9.
Průzkumné verze byly používány mj. Kommandem Braunegg a také jednotkou NAGr. 6. Noční stíhací Me 262 byly poprvé nasazeny do akce v prosinci 1944. Jednalo se o standardní Me 262 A-1a, z nichž byla vytvořena jednotka zpočátku nazvaná Kommando Welter a později přejmenovaná na 10./NJG 11. Její velitel Oberleutnant Kurt Welter získal první vítězství na Me 262 v noci 12. prosince 1944. Od března 1945 létala tato jednotka na Me 262 B-1a/U1 a do kapitulace Německa sestřelila 48 letounů RAF (1×B-17, ostatní většinou Mosquita).
Po odvolání z funkce inspektora stíhacího letectva obdržel 24. února 1945 Adolf Galland svolení ke zformování stíhací jednotky vyzbrojené Me 262. Jednotka s označením JV 44 ukončila pod jeho velením 31. března přeškolování a byla přemístěna na letiště Mnichov-Riem. Gallandovi se pro JV 44 podařilo získat letecká esa jako Heinz Bär (220 sestřelů), Johaness Steinhoff (176), Günther Lützow (108), Erich Hohagen (55), Gerhard Barkhorn (301) a Walter Krupinski (197). Během měsíce bojů sestřelila JV 44 56 spojeneckých letounů při ztrátě několika vlastních Me 262. Největší ztrátou JV 44 byla smrt Lützova dne 24. dubna v boji s formací letounů Martin B-26 Marauder a vážná zranění utrpěná Steinhoffem a Gallandem. Steinhoff havaroval při startu 18. dubna, když jeho Schwalbe zapadla do kráteru po výbuchu pumy a Galland byl 26. dubna po zničení jednoho B-26 sestřelen P-47, za jehož řízením seděl Lt. James Finnegan z 50. stíhací skupiny. JV 44 ukončila činnost 3. května po obsazení letiště u rakouského Salcburku americkými vojsky.
Po válce sice byl letoun poměrně intenzivně zkoumán a zkoušen, ale již mnoho nového nepřinesl — v době hektického vývoje letecké techniky začal rychle zastarávat.

## Výroba

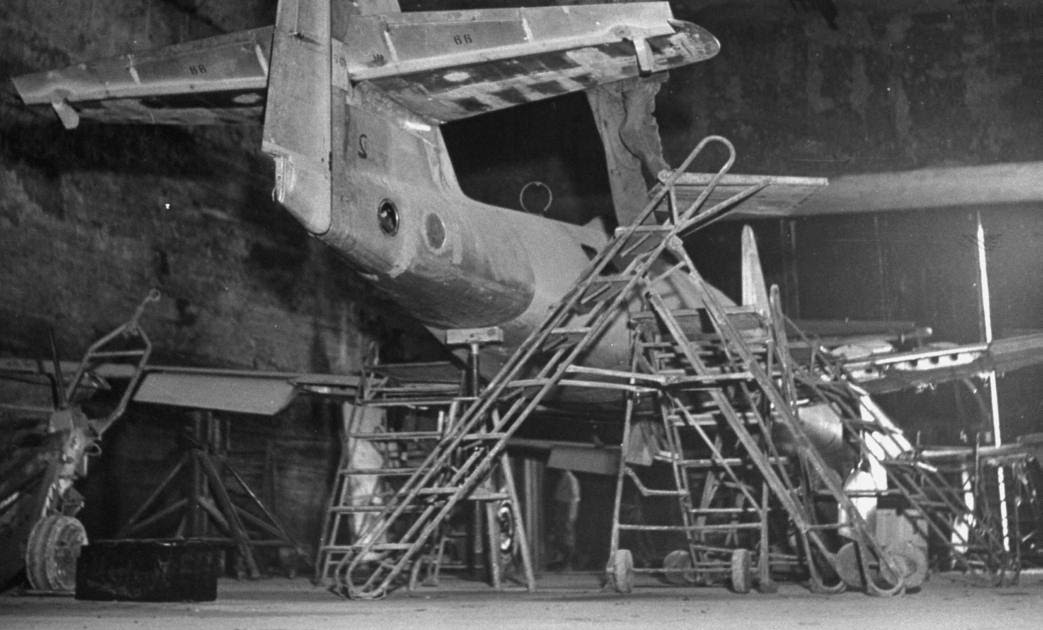
Podzemní výroba strojů Me 262

Bylo vyrobeno asi 1 400 ks Me 262, ale maximálně 200 ks bylo v provozu v jednu dobu. Podle zdrojů zničily 300-450 nepřátelských letadel, zatímco spojenci ve vzduchu zničili asi 100 ks Me 262. V době, kdy bylo Německo intenzivně bombardováno, byla výroba Me 262 rozptýlena do nízkoprofilových výrobních zařízení, víceméně mimo města nebo v okupovaných zemích. Od konce února do konce března 1945 bylo zničeno přibližně 60 Me 262 při náletech na Obertraubling a 30 v Leipheimu; závod na proudové motory poblíž Neuburgu byl bombardován 19. března 1945.. Fotoprůzkumná verze Me 262 byla také vyráběna v továrně Flugzeugwerke Eger GmbH (FWE) v Chebu.
Velké a silně chráněné podzemní továrny byly konstruovány tak, aby pokryly celou výrobu Me 262 a uchráněnou od náletů, ale válka skončila dříve, než mohly být dokončeny. Křídla byla vyráběna v německém nejstarším dálničním tunelu Engelberg západně od Stuttgartu. V komplexu B8 Bergkristall-Esche II v St. Georgenu/Gusenu v Rakousku vyráběli vězni z tábora Gusen II pro Me 262 na velkých montážních linkách kompletně vybavené trupy s měsíčním tempem 450 jednotek od počátku roku 1945.

## Ukořistěné letouny

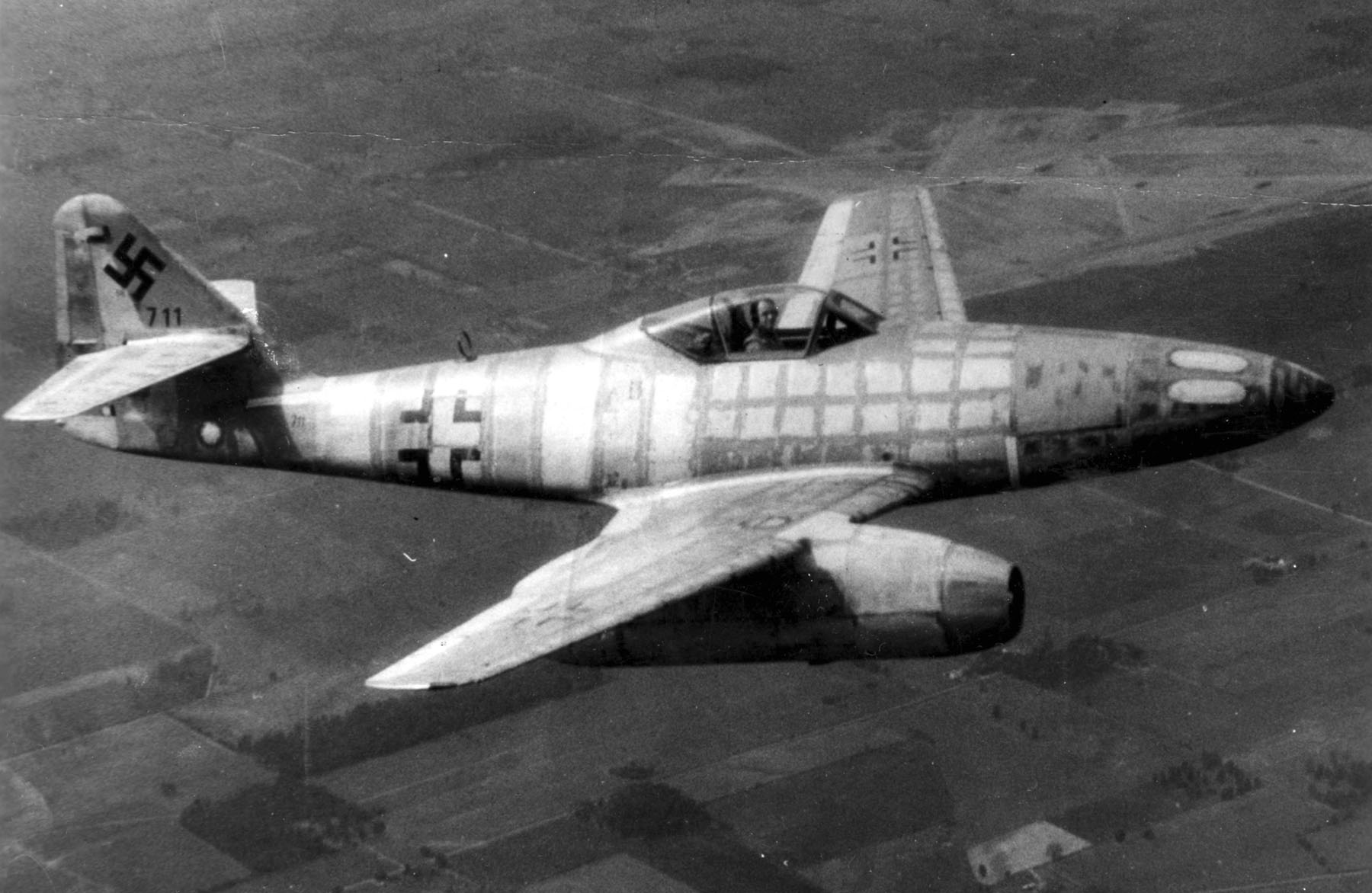
Tento letoun, Wrknr. 111711, byl první Me 262, který se dostal do rukou spojenců. Jeho pilot přelétl v březnu 1945. Stroj byl následně zničen v srpnu 1946, americký zkušební pilot se zachránil skokem z letounu.

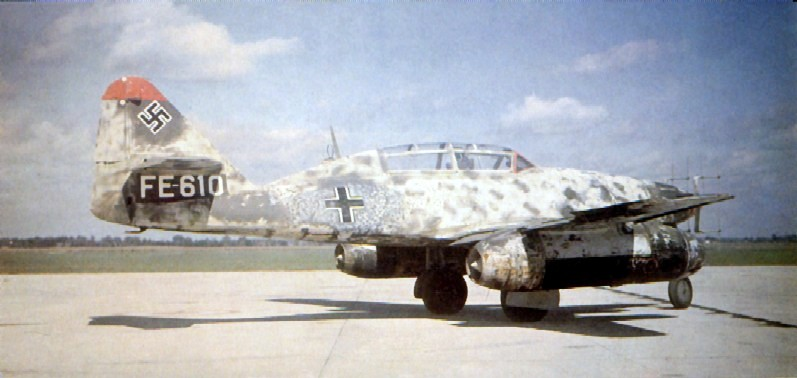
Noční stíhač B-1a/U1 (Werk-Nr.110306, FE 610) od jednotky 10./NJG 1 v USA

Po ukončení druhé světové války nalezli Spojenci na území Německa velké množství Me 262 včetně nedokončených draků a dílů. Do USA byly v rámci Operace Lusty ke zkouškám dopraveny následující letouny. Me 262A-2a (Werk-Nr.111711), který byl po testech na základnách Freeman a Wright Field sešrotován. Me 262 B-1a (Werk-Nr.118689) prošel zkouškami u US Navy a v 50. letech 20. století sešrotován. Me 262 A-1a/U4 (Werk-Nr.170083) byl následně umístěn v muzeu USAF. Me 262 A-1/U3 byl po testech umístěn v muzeu Planes of Fame. Me 262 A-1a (Werk-Nr.121422) převzalo opět muzeum USAF, další stroj stejné verze byl po zkouškách zrušen. Třetí Me 262 A-1a (Werk-Nr.500491) je v Národním leteckém a kosmickém muzeu. Posledním ukořistěným letounem, který se po zkouškách nakonec dostal na výstavní plochu pensylvánské námořní základny Willow Grove, byl Me 262 B-1a. V roce 1948 zletuschopnila firma Hughes jeden letoun Me 262 A-1a, se kterým firma North American Aviation ověřovala funkci Němci užitých slotů na křídle pro vlastní letoun F-86 Sabre.
Me 262 se zkoušely rovněž ve Velké Británii střediskem RAE ve Farnborough. Zachovaný stroj Me 262 A-1a (Werk-Nr.112372) je vystaven v muzeu RAF v Hendonu.
Armée de l'Air získalo tři Me 262 A-1a, které byly uvedeny do letuschopného stavu dílnami v Chatillonu. Do roku 1948 se testovaly letectvem i továrnou SNCASO a poté sešrotovány.
Sovětská armáda ukořistila kolem 12 kusů Me 262 na letištích Oranienburg, Dalgow, Tempelhof a Schalindorf. Po demontáži byly po železnici odeslány do SSSR, kde do kokpitu Schwalbe jako první sovětský pilot usedl Andrej G. Kočetkov. Do listopadu 1945 uskutečnil na Me 262 18 zkušebních letů. V říjnu se k testům připojil další zalétávací pilot Pjotr N. Stefanovskij. Nehody Me 262 se nevyhnuly ani sovětským pilotům. Pilot Fedor F. Demida se stal prvním sovětským letcem, který zahynul při letu s proudovým motorem. Jeho Me 262 (Werk-Nr.170063), s nímž německý pilot Helmut Lenardz od JG 7 nouzově přistál u Kolbergu v dubnu 1945, dne 17. září 1946 havaroval po závadě na motoru.
Stroj Me 262 A-1a (Werk-Nr.500071) se 25. dubna 1945 dostal do Švýcarska, kam s ním ulétl pilot od jednotky JG 7. Letoun po létech vrácený do Německa je vystavován v mnichovském Deutsches Museum.

## Československé Me 262

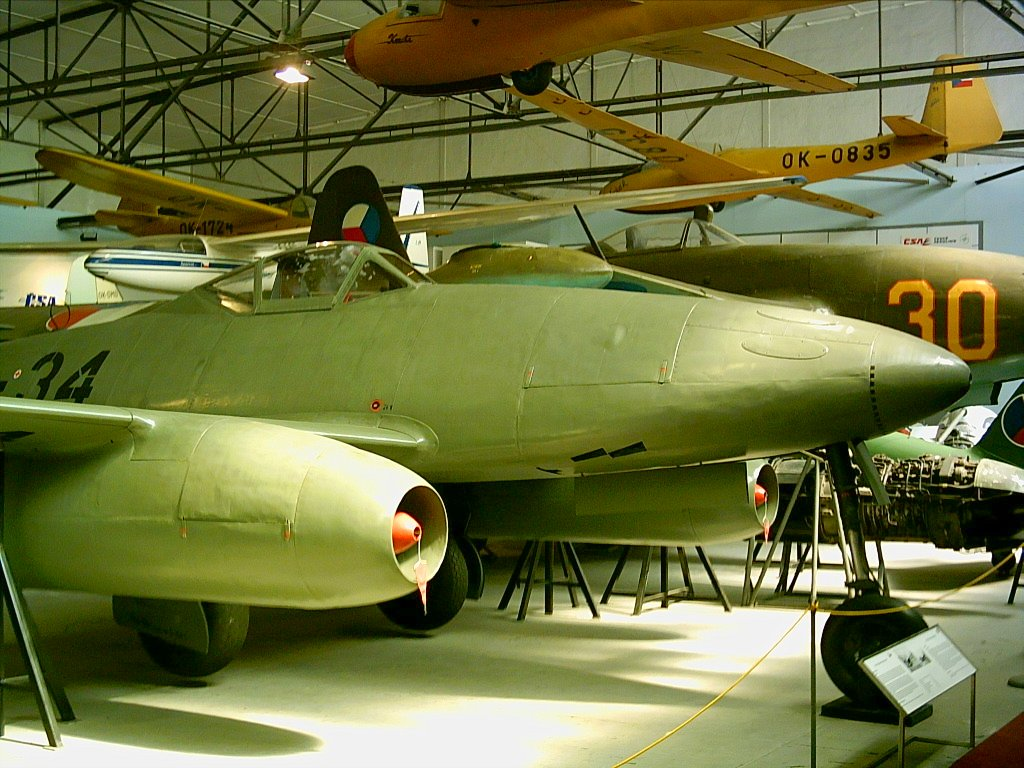
Avia S-92 (V-34)

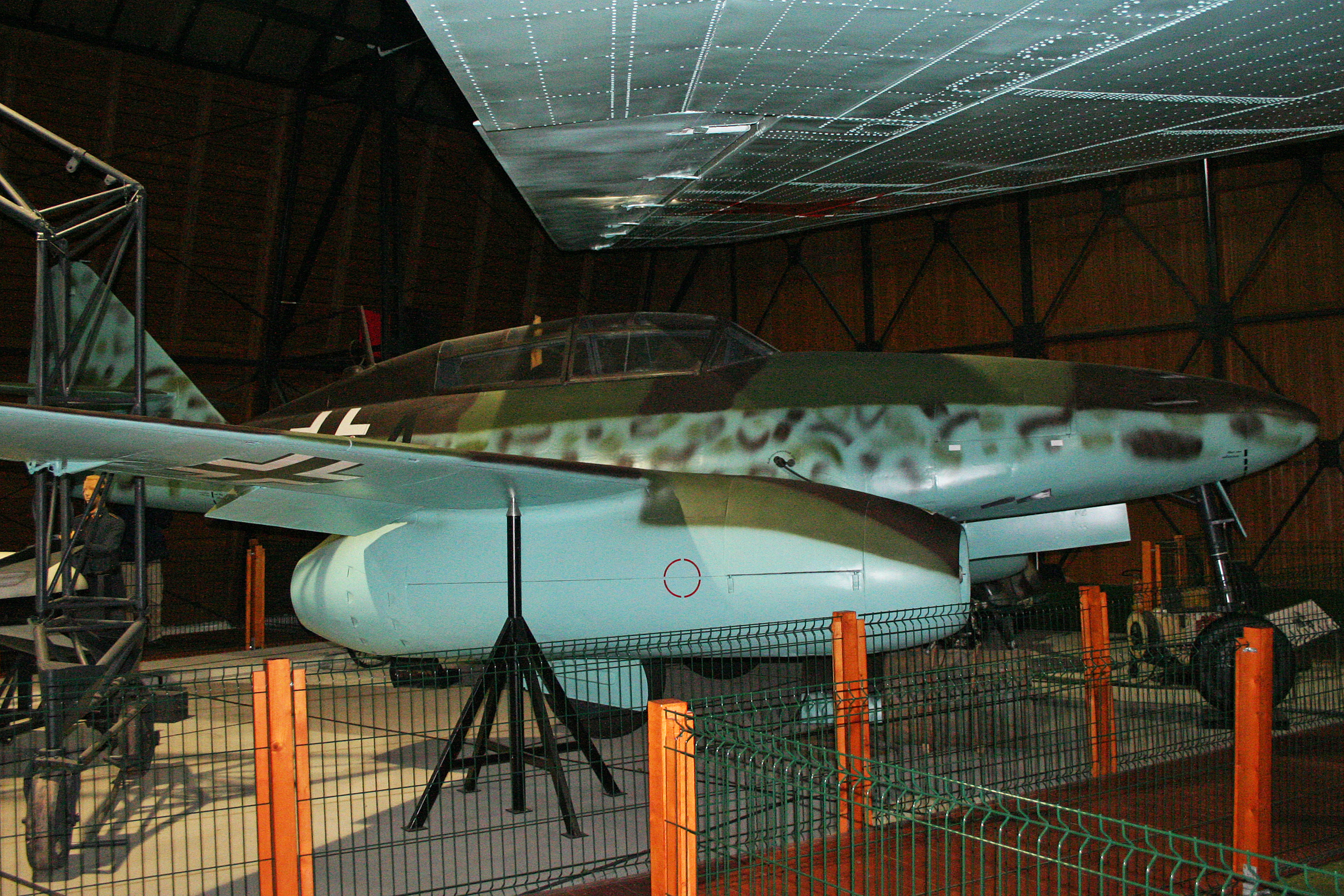
Avia CS-92 (ex V-31) v kamufláži Luftwaffe v leteckém muzeu Kbely

Koncem druhé světové války došlo vzhledem k častým náletům na německá průmyslová centra k rozdělení letecké výroby do většího počtu menších závodů. Výroba se tak dostala také na území tehdejšího protektorátu, kde probíhala i produkce některých částí letounu Me 262. Továrna Avia v Letňanech vyráběla přední části trupů, v bývalé prádelně v Semilech se opravovaly motory Jumo 004 a vyráběly se zde rovněž některé jejich části, podobně jako v ČKD Praha-Vysočany. V Podmoklech byly zřízeny zkušebny pro testování proudových a raketových motorů s vybudovanou zkušební brzdou. Práce na proudových motorech probíhaly také v Roztokách, ve Cvikově, v tunelech v Povltaví a v Posázaví. Strojní vybavení těchto tunelů získala po osvobození se svolením maršála Koněva společnost Avia.
27. května 1945 došlo k dohodě o kompletaci několika Me 262 pro československé vojenské letectvo v čakovické továrně Avia. Z četných oblastí v Čechách se ze zbytků po Luftwaffe soustředilo v Avii v roce 1946 18 draků a různé části Me 262. Pracemi na motorech Jumo 004 B-1, označované v ČSR M-04, byly pověřeny Letecké závody v Malešicích, kde byl 5. března 1946 poprvé na brzdě spuštěn. 9. dubna 1946 byl komisí uznán k zástavbě do draku Me 262, který byl v Avii dohotoven již před koncem roku 1945. Odpovídal variantě Me 262 A-1a a obdržel označení Avia S-92. Pro zálet a zkoušky prvního československého proudového letounu byl vybrán šéfpilot Avie Antonín Kraus. Po pojížděcích zkouškách, které byly zahájeny 22. srpna 1946, odstartoval A. Kraus s S-92.1 k prvnímu letu. Další lety proběhly 28. a 29. srpna, čtvrtý a pátý let byl proveden 3. září 1946. Během šestého letu 5. září došlo k vysazení levého motoru a následnému nouzovému přistání v terénu, při kterém se S-92.1 rozlomil u vesnice Březno (okres Chomutov).
V říjnu byly z výroby na zkušební letiště dodány další dva nevyzbrojené stroje, které pilot Kraus zalétal 24. října (S-92.2, V-33) a 10. prosince 1946 pak dvoumístnou verzi Avia CS-92 (V-31). 23. května 1947 byly oba letouny předvedeny delegaci jugoslávského vojenského letectva, včetně seznamovacího letu majora Jiřího Maňáka s jugoslávským pilotem majorem Zelenikou na CS-92.3.
V roce 1947 byl dokončen pouze jediný letoun S-92.4, který pilot Kraus zalétal 18. června. Tento stroj již nesl hlavňovou výzbroj zredukovanou na dva kanóny MK 108. Letoun S-92.2 byl poprvé veřejnosti předveden na leteckém dnu v Praze 7. září 1947. Následně stroje S-92.2 a CS-92.3 přelétly 18. prosince 1947 na letiště Praha Ruzyně.
K dalším testům došlo až po 27. dubnu 1948. 17. června 1948 pak zalétal pilot Kraus S-92.6 a 4. července společně s technikem Horákem druhý dvoumístný CS-92.5. V pořadí sedmý vyrobený letoun CS-92.7 byl třetím a posledním dvoumístným letounem. Osmý S-92.8 zalétal Kraus 20. července a S-92.9 spolu s S-92.10 pak 24. září 1948.
Od 9. července 1948 obdržel funkci zkušebního a přejímacího pilota poručík Andrej Kostík. Jiřím Maňákem byl přeškolen na CS-92.3 2. července a spolu s Leopoldem Šromem se stal dalším pilotem proudových letounů. 3. července absolvoval společně s Maňákem let na dvoumístné verzi také poručík Rudolf Duchoň. Koncem měsíce června začal nácvik slétanosti ve tříčlenné skupině, která 8. července přelétla nad XI. všesokolským sletem v Praze.
V únoru 1949 byly zahájeny práce na zkušební zástavbě dvojice motorů BMW 003 (čs. označení M-03) do draku CS-92.7. Při záletu tohoto stroje se slabšími pohonnými jednotkami osádkou Kraus a Štoček došlo po vysazení jednoho motoru k nouzovému přistání. Další práce na instalaci M-03 byly po této události zastaveny.
V roce 1950 přelétla skupina letounů S-92 (V-33, V-34, V-36, V-39 a V-40) a CS-92 (V-31, V-35 a V-37) na letiště Praha-Kbely. Koncem tohoto roku byly zahájeny přípravy k vytvoření 5. stíhací letky vyzbrojené proudovými Aviemi, jejíž velení převzal Ľudovít Solár. Po pražské květnové vojenské přehlídce v roce 1951, nad kterou proletěla šestičlenná formace „dvaadevadesátek“, byla 5. stíhací letka rozpuštěna a její stroje posloužily jako učební pomůcky mechaniků.
Obě verze jsou k vidění v Leteckém muzeu Kbely.

## Varianty

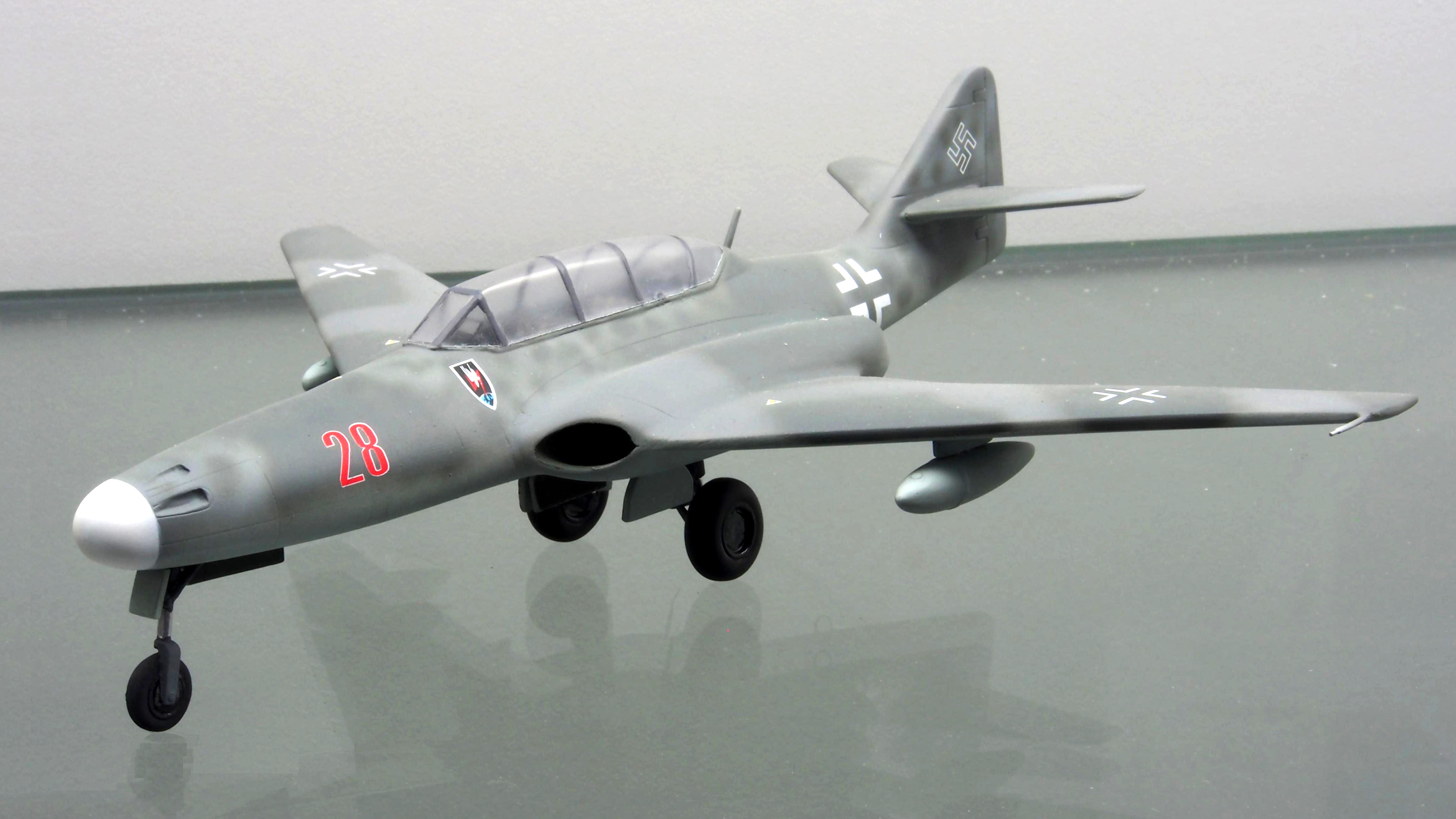
Model verze Me 262 HG III v technickém muzeu ve Špýru

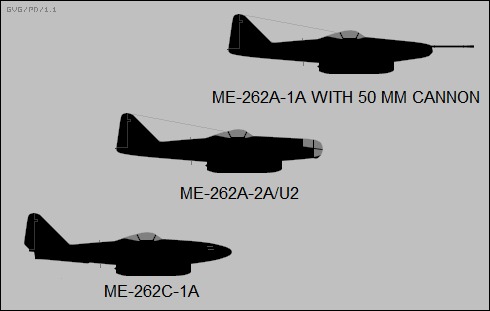
Varianty Me 262

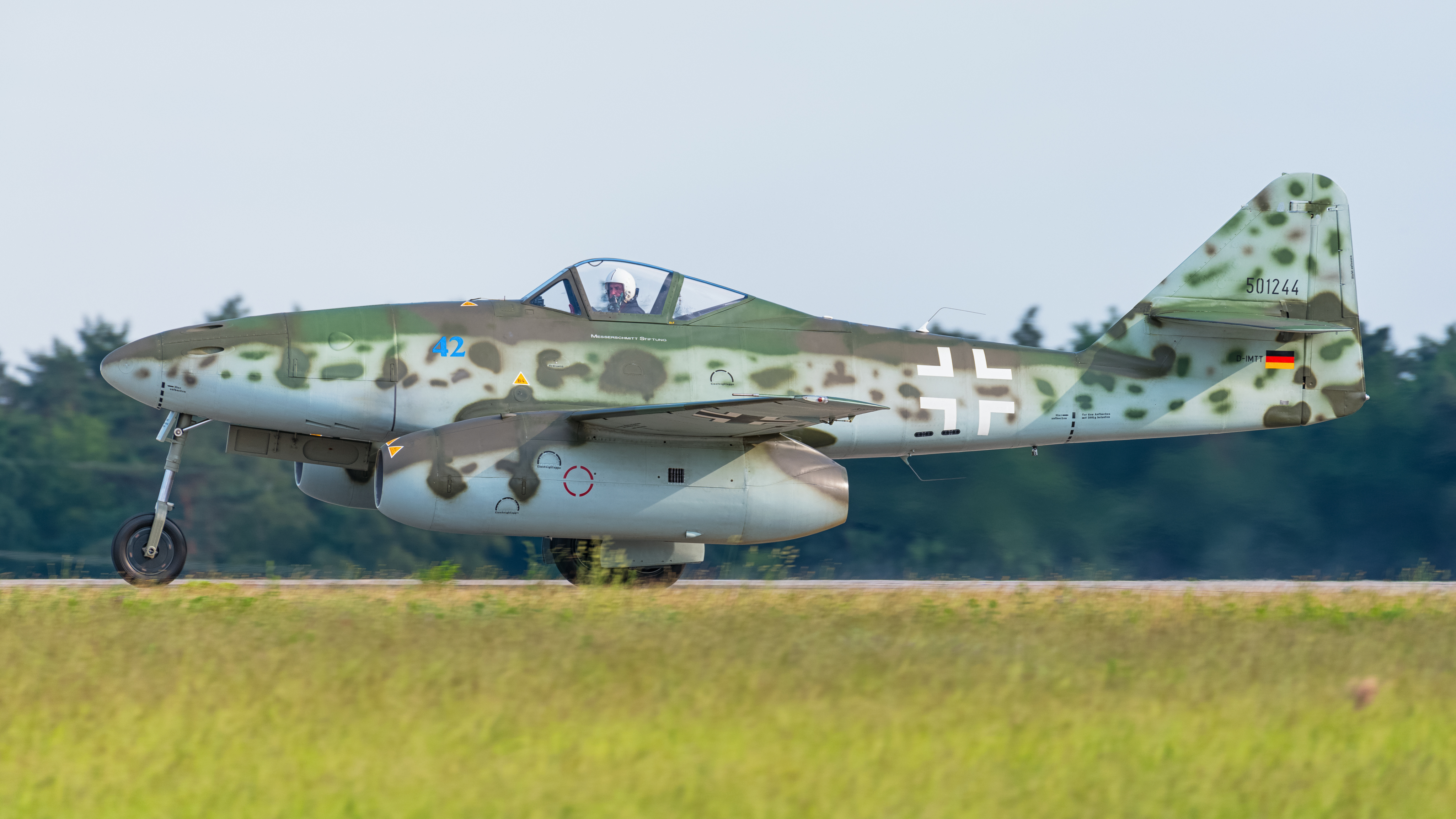
Replika letounu Me 262

- A-1a Schwalbe – vyráběná verze Jäger (stíhač) a Jabo (stíhací bombardér).
  - A-1a/U1 – jeden prototyp s celkem šesti kanóny, (2 × 20 mm MG 151, 2 × 30 mm MK 103 a 2 × 30 mm MK 108).
  - A-1a/U2 – jeden prototyp s radarem FuG 220 Lichtenstein SN 2 a anténami jako pokus o noční stíhač.
  - A-1a/U3 – průzkumná verze upravena v menších počtech, vybavena RB20/30 kamerami montovanými vpředu letounu (někdy jedna RB 20/20 a jedna RB 75/30). Někdy byla ponechána výzbroj 30 mm kánonů, ale většina byla neozbrojena.
  - A-1a/U4 – dva prototypy s 50mm kanónem.
- A-1b – Stejná A-1a ale poháněná motory BMW 003. Málo jich bylo vyrobeno – o dvou se ví, že existovaly jako pokusné; jejich maximální rychlost byla 800 km/h.
- A-2a Sturmvogel – poslední rychlý bombardér s dvěma kanóny.
  - A-2a/U1 – jeden prototyp s novějším zaměřovačem pro bombardování.
  - A-2a/U2 – dva prototypy s prosklenou přídí pro bombometčíka.
- A-3a – průzkumná verze.
- A-4a – navrhovaná bitevní verze k ničení pozemních cílů.
- A-5a – poslední průzkumná verze používaná na konci války a v malých počtech.
- B-1a – Dvoumístný cvičný letoun.
  - B-1a/U1 – cvičné stroje B-1a přestavěny na provizorní noční stíhač s radarem FuG 218 Neptun
- B-2 – navrhovaný noční stíhač s větším trupem.
- C-1a – jeden prototyp přepadového stíhače s raketovým pohonem (rakety Walter v ocase letounu).
- C-2b – jeden prototyp přepadového stíhače s raketovým pohonem (rakety BMW v motorových gondolách).
- C-3a – jeden prototyp přepadového stíhače s raketovým pohonem (rakety Walter v kontejneru naspodu trupu).
- D-1 – navrhovaná varianta k přepravě raketnice Jagdfaust.
- E-1 – navrhovaná s kanónem založená na verzi A-1a/U4.
- E-2 – navrhovaná verze vyzbrojená 48 ks 55mm raket R4M.

Japonský návrh inspirovaný zprávami o Me 262:
- Nakadžima J9N Kikka

Poválečné varianty:
- Avia S-92 – V ČSR stavěný typ, vycházející z konstrukce verze A-1a
- Avia CS-92 – V ČSR stavěná úprava B-1a
- A-1c – Soukromě stavěna v USA, založena na A-1a
- B-1c – Soukromě stavěna v USA, založena B-1a
- A/B-1c – Soukromě stavěna v USA, zaměnitelná mezi A-1a a B-1a

## Uživatelé
- Luftwaffe
  - letectvo ruské osvobozenecké armády (jeden či dva Me 262)[15] (letectvo vlasovců zmiňuje dva Me 262.)[16]
- Československé letectvo (po válce, devět S-92 a tři CS-92)

## Dochované exempláře
Některé letouny Me 262 a Avia S-92 se dochovaly a jsou vystaveny v muzeích:
- Me 262 A-1a na letišti Flugwerft Schleißheim v Oberschleißheimu (Německo). Tento letoun přistál 25. dubna 1945 ve švýcarském Dübendorfu; v 50. letech 20. století byl jediným zbývajícím letounem v kontinentální Evropě a v roce 1957 byl převezen do Německého muzea; v hlavní budově v Mnichově byl vystaven až do roku 2015.
- Me 262 A-1a v Národním leteckém a kosmickém muzeu (NASM) ve Washingtonu, D.C., (USA)
- Me 262 A-2a v Muzeu královského letectva v Cosfordu (Velká Británie)
- Me 262 A-1a v Národním muzeu Letectva Spojených států v Daytonu, Ohio (USA)
- Me 262 B-1a/U1 v Jihoafrickém národním muzeu vojenské historie v Johannesburgu (Jihoafrická republika)
- Me 262 A-2a u Australského válečného památníku v Canbeře, ACT, (Austrálie)
- Me 262 A-1a/U3 ve Flying Heritage & Combat Armor Museum v Everettu, Washington (sériové číslo 500453), přestavěný na A-1a. V současné době je restaurován do letuschopného stavu s restaurovanými motory Jumo-004.
- Me 262 B-1a v Národním muzeu námořního letectva v Pensacole (USA)
- Avia S-92 (Me 262-A) a Avia CS-92 (Me 262 B-1a) v Leteckém muzeu Kbely, Praha (Česko). Poválečné verze jako S-92 a CS-92.

### Repliky
V letech 2004/2005 bylo v rámci Me 262 Project v Everettu v americkém státě Washington dokončeno několik replik podle dvoumístného letounu vystaveného v Národním muzeu námořního letectví v Pensacole. Jeden z těchto letounů, který lze bez větších úprav provozovat jak v jednomístné, tak ve dvoumístné verzi, patří Messerschmittově nadaci a je vystaven v Messerschmittově leteckém muzeu v Manchingu. Poprvé vzlétl 25. dubna 2006 s registrací D-IMTT. Tento letoun se poprvé představil veřejnosti na mezinárodní letecké výstavě v Berlíně-Schönefeldu ve dnech 16. až 21. května 2006 a od té doby byl prezentován na mnoha leteckých výstavách v Evropě.
Na rozdíl od původního Me 262 nejsou repliky poháněny původním motorem Jumo, ale modernějšími motory General Electric J85/CJ-610, které se používají v proudových letounech, jako jsou Gates Learjet, Northrop F-5 Freedom Fighter nebo Cessna A-37 Dragonfly. Tento motor je snadno dostupný a jeho provoz je mnohem bezpečnější.

## Specifikace (Me 262A-1a)

### Technické údaje
- Posádka: 1
- Rozpětí: 12,51 m
- Délka: 10,60 m
- Výška: 3,83 m
- Nosná plocha: 21,7 m²
- Hmotnost prázdného stroje: 4420 kg
- Vzletová hmotnost (s 1800 l paliva): 6400 kg
- Maximální vzletová hmotnost: 7060 kg
- Pohonné jednotky: dva proudové motory Jumo 004B-1, každý o tahu 8,7 kN
- Poměr tah/hmotnost (bez podvěsů, tj. při 6400 kg): 0,278
- Geometrická štíhlost křídla: 7,21

### Výkony
- Maximální rychlost: 870 km/h v 5 400 m
- Dostup: 11 450 m
- Stoupavost: 1200 m/min
- Dolet (ve výšce 9000 m, s 1800 l. paliva): 1050 km
- Dolet (u země, s 1800 l. paliva): 480 km

### Výzbroj
- 4× 30mm kanón MK 108

se zásobou 2×80 nábojů na zbraň (spodní dvojice kanónů) a 2× 100 nábojů (horní)
- 2 pumy do hmotnosti 250 kg (každá)
- 24 kusů raket R4M ráže 55 mm